# Bedford (Fahrzeughersteller)
Bedford war ein Tochterunternehmen des britischen Automobilherstellers Vauxhall Motors, der seinerseits Tochterunternehmen des US-amerikanischen General-Motors-Konzerns war.

## Firmengeschichte

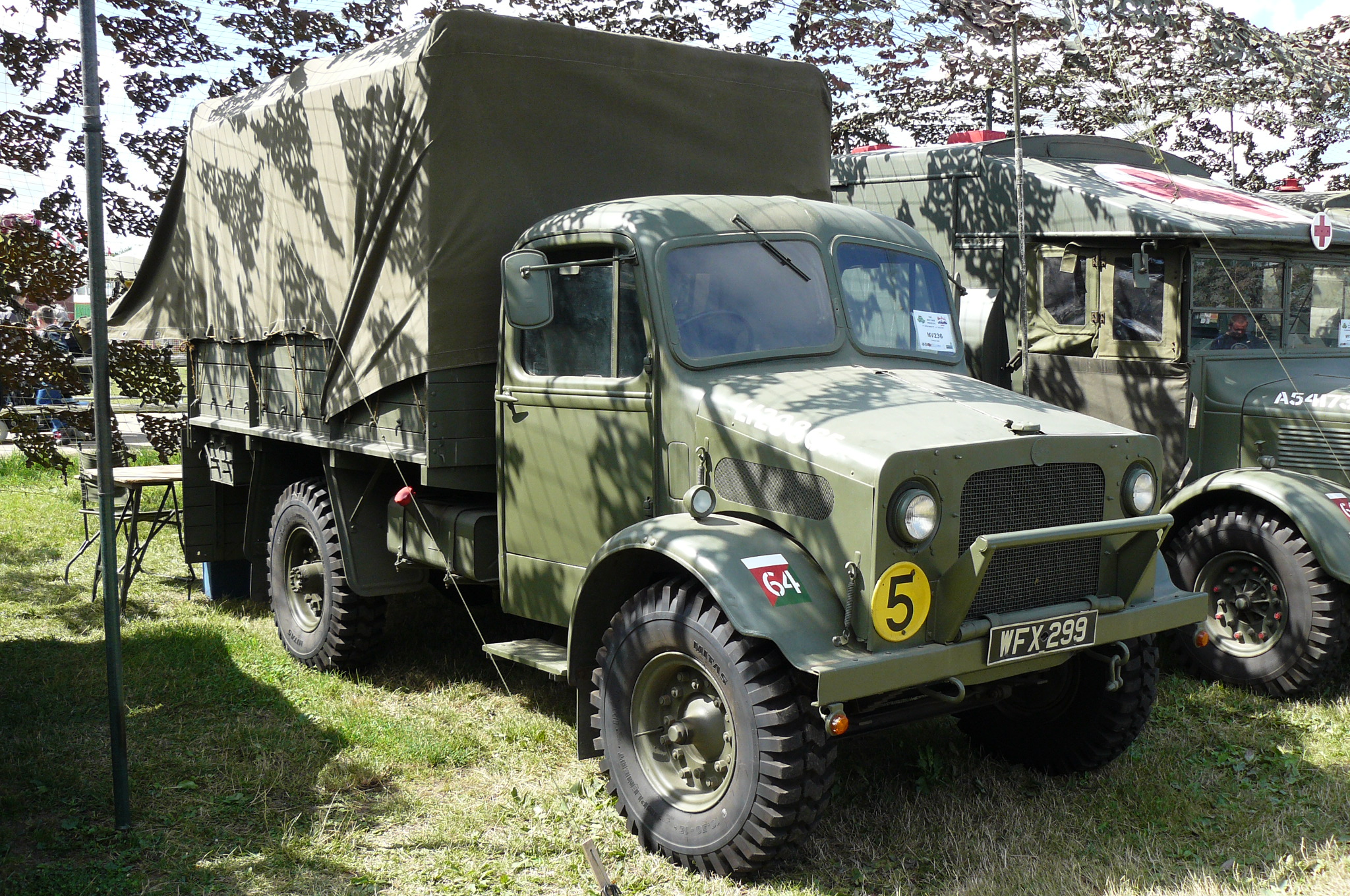
Bedford OXD

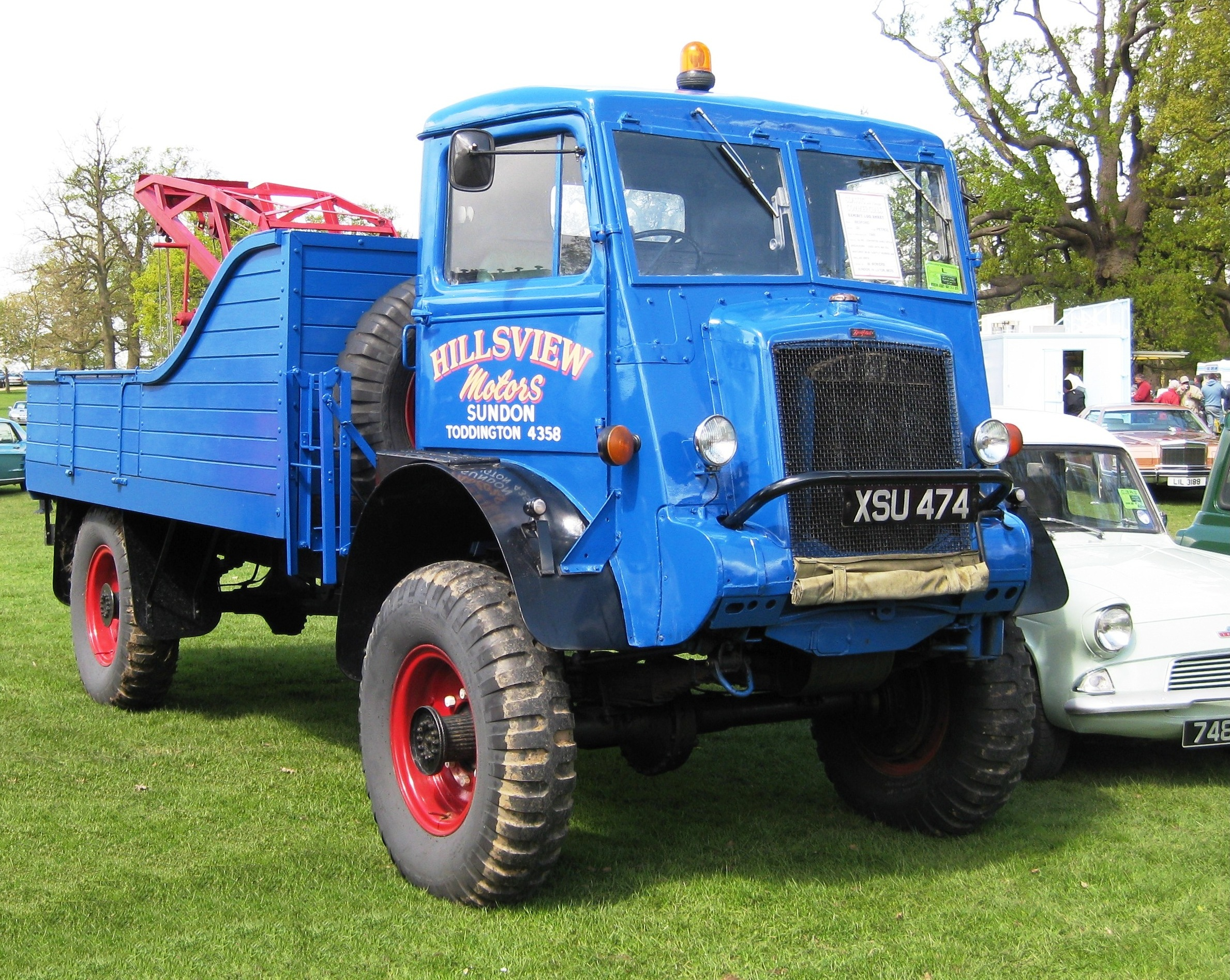
Bedford QL Bj. 1945

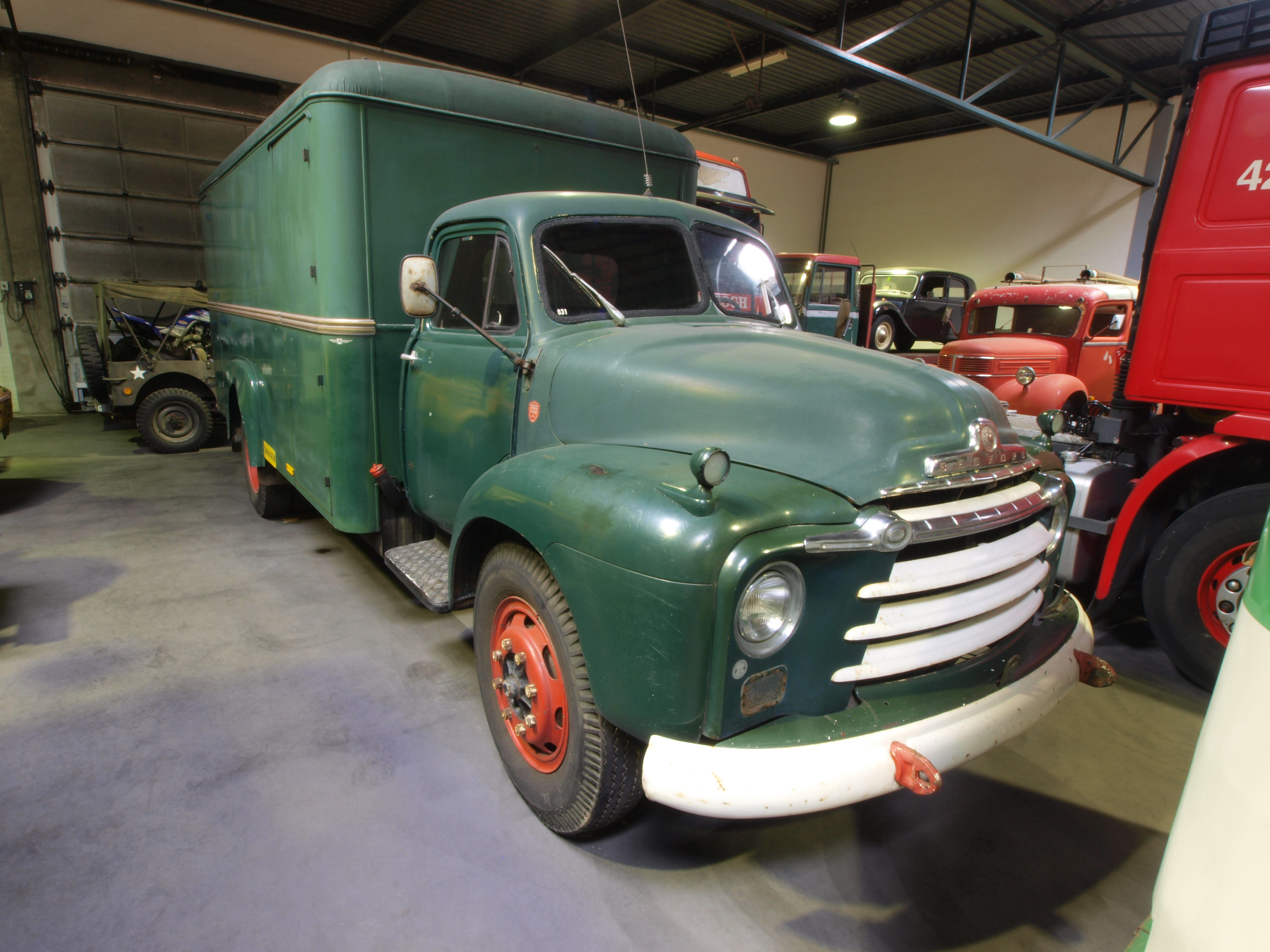
Bedford TA

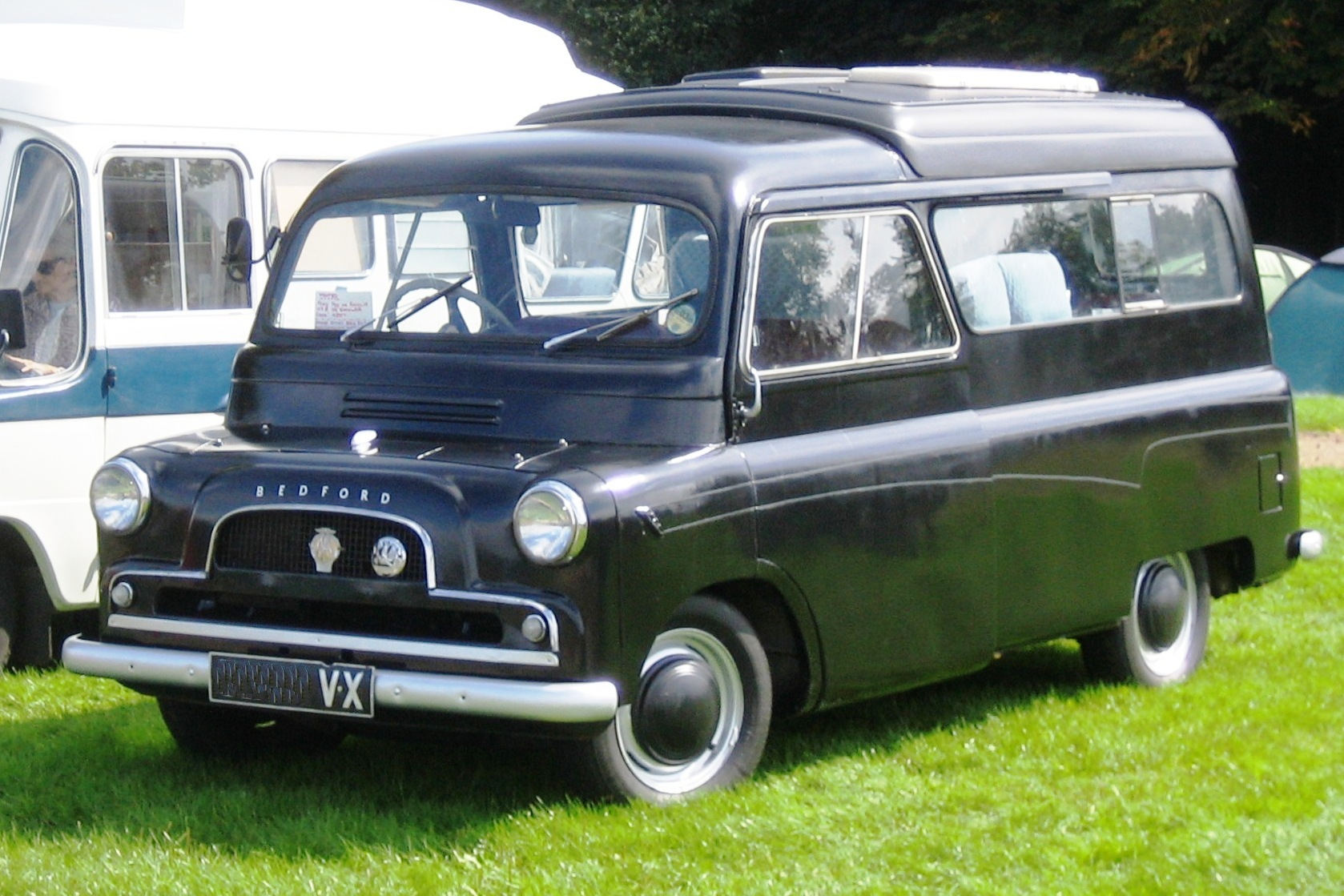
Bedford CA Dormobile Bj. 1960

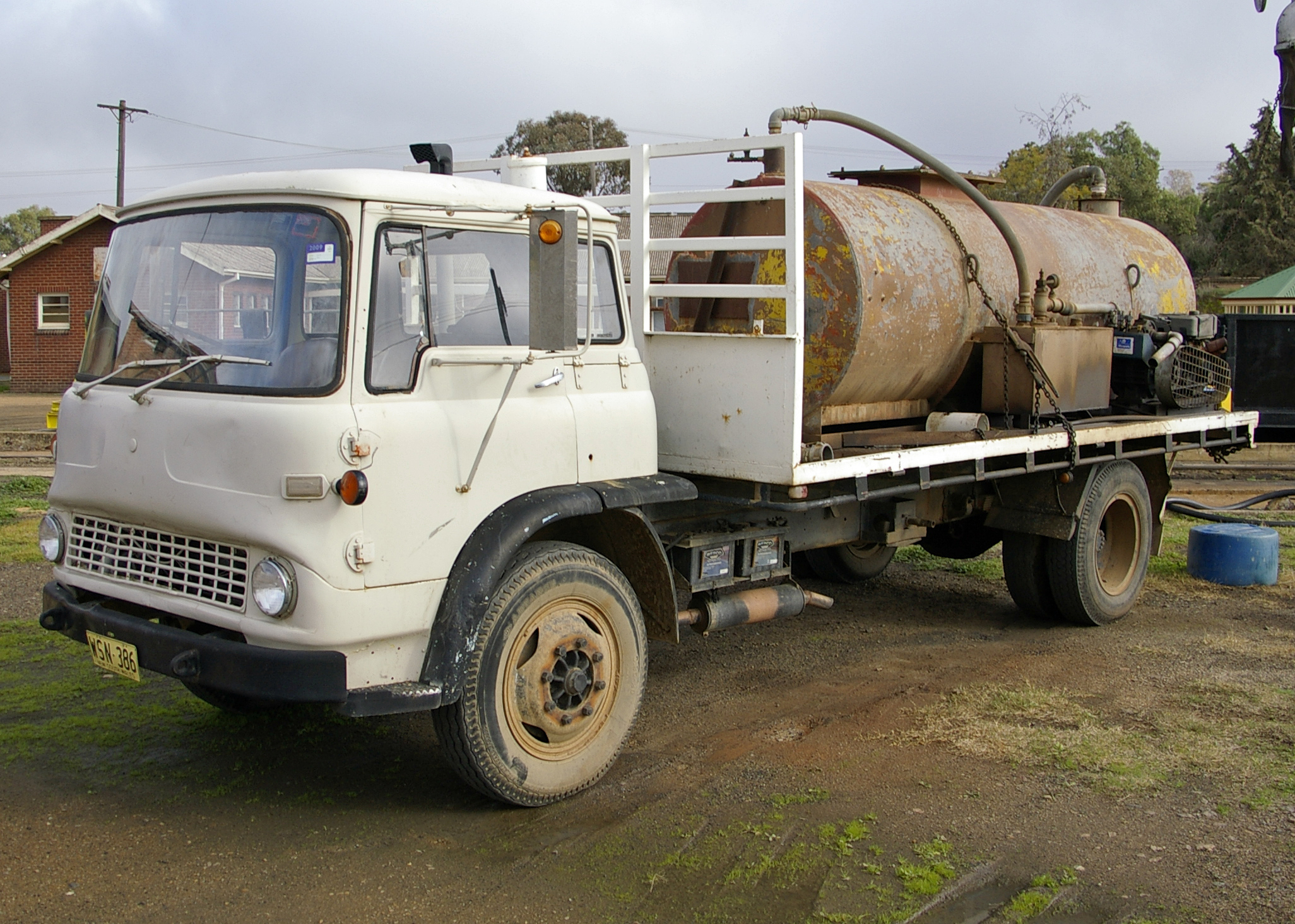
Bedford TK

Bedford wurde 1930 als Nutzfahrzeughersteller gegründet, da der Import von Lkw infolge der Weltwirtschaftskrise nicht mehr lohnend war. 1990 wurde der Markenname Bedford zugunsten von Vauxhall aufgegeben.
Bedford beschäftigte sich in Hendon und Luton mit dem Bau von Lieferwagen, leichten Lastkraftwagen und Omnibussen, die in Großbritannien und Irland eine sehr große Verbreitung fanden. Zu den britischen Besonderheiten gehörten die Milk floats, wörtlich Milchflöße, Lieferwagen, mit denen die Haushalte allmorgendlich mit Frischmilch versorgt wurden. Bei diesen hatte Bedford einen hohen Marktanteil. Auch Feuerwehrfahrzeuge und Krankenwagen wurden von den verschiedenen Modellen abgeleitet. Die ersten Bedfords waren Kopien der erfolgreichen amerikanischen Chevrolet-Lkw. Während des Zweiten Weltkrieges produzierte Bedford auch den Churchill-Panzer.
Ab 1953 produzierte Bedford die Hauben-Lkw-Serie Bedford TA, die eine Ähnlichkeit mit dem in Deutschland produzierten Opel Blitz hatte. Beide nutzten ein Fahrerhaus im GM-Chevrolet-Stil. 1958 wurde der Bedford TA modernisiert und mit durchgehender Frontscheibe unter den Bezeichnungen TD und TJ verkauft. Er wurde bis 1967 in zahlreichen Versionen mit Diesel- und Ottomotoren produziert, später auch mit größerer Zuladung als Pritschenwagen, Kipper, Kastenwagen, Tankwagen, Krankenwagen und Feuerwehrfahrzeugen. Danach erhielt die modernisierte Variante des Modells die Bezeichnungen J2, J3, J4, J5 und J6, die auch von der australischen Schwester Holden bis in die 1970er Jahre angeboten wurde. Sie ist noch heute in Pakistan, auch in der pakistanischen Armee, sehr weit verbreitet, weil die Firma SKD von 1950 bis 1972 Busse und Lastwagen von Bedford in Pakistan montierte.
Von 1961 bis 1968 produzierte General Motors Argentina Bedford-Lastwagen und Busse (basierend auf einem Lastwagen) in einem Werk in San Martin.
Bedford produzierte viele Jahre den aus dem amerikanischen GM-Programm bekannten Kastenwagen CF, der in Deutschland in den 1970er Jahren von Opel unter der Bezeichnung Bedford Blitz in Anspielung auf den eingestellten Lastwagen des deutschen Herstellers vertrieben wurde. In der Klasse 7,5–10,2 Tonnen Gesamtgewicht fertigte Bedford markante Frontlenker-Lastwagen, die in Pritschen- und Kipperversion, aber auch mit Kofferaufbau nicht nur in Großbritannien und Irland, sondern auch in Belgien, Luxemburg, den Niederlanden, Australien und Hongkong Verbreitung fanden. Auch bei der britischen Armee war dieser Lastwagentyp weit verbreitet. 1975 versuchte der GM-Konzern unter der Marke Opel den Aufbau einer eigenen Lkw-Organisation mit zeitweilig über fünfzig Händlern für den Vertrieb dieser Lastwagen in Deutschland, die in England nach „German Code“ mit mehr Komfort gefertigt wurden, doch dieser Versuch scheiterte.
In den 1980er Jahren gingen die Verkäufe von Bedford zurück, da ihre Fahrzeuge im Vergleich zur lokalen und ausländischen Konkurrenz sehr veraltet waren. Ihre hauptsächlich Lastwagen, der TK und der TL, basierten mechanisch auf Entwürfen aus den 1960er Jahren, und der TJ (der zu dieser Zeit nur für Exportmärkte angeboten wurde, insbesondere in Entwicklungsländern) basierte auf einem Entwurf von 1947. Während CF und HA viel erfolgreicher waren, begannen in ihren späteren Jahren auch ihre Verkäufe zu scheitern. Ihre überarbeiteten Produkte waren in einigen Segmenten immer noch erfolgreich, aber das reichte einfach nicht aus, um das Unternehmen über Wasser zu halten.
Ende 1985 beschloss GM, Bedford abzustoßen und beabsichtigte ursprünglich, das Unternehmen an Volvo zu verkaufen, wo die Bedford-Produkte als Volvos umbenannt würden (mit Ausnahme der auf Opel und Vauxhall basierenden Modelle, diese sollten von GM behalten werden) und zusammen mit den ursprünglich von Volvo entworfenen Produkten aus Schweden bei britischen Händlern verkauft werden. Der Deal scheiterte schließlich, als Volvo erkannte, dass es die Werke in Dunstable und Luton nicht kaufen könnte, da sie nicht auf die Produktion von Lieferwagen spezialisiert waren und somit das wirtschaftliche Risiko zu groß war.

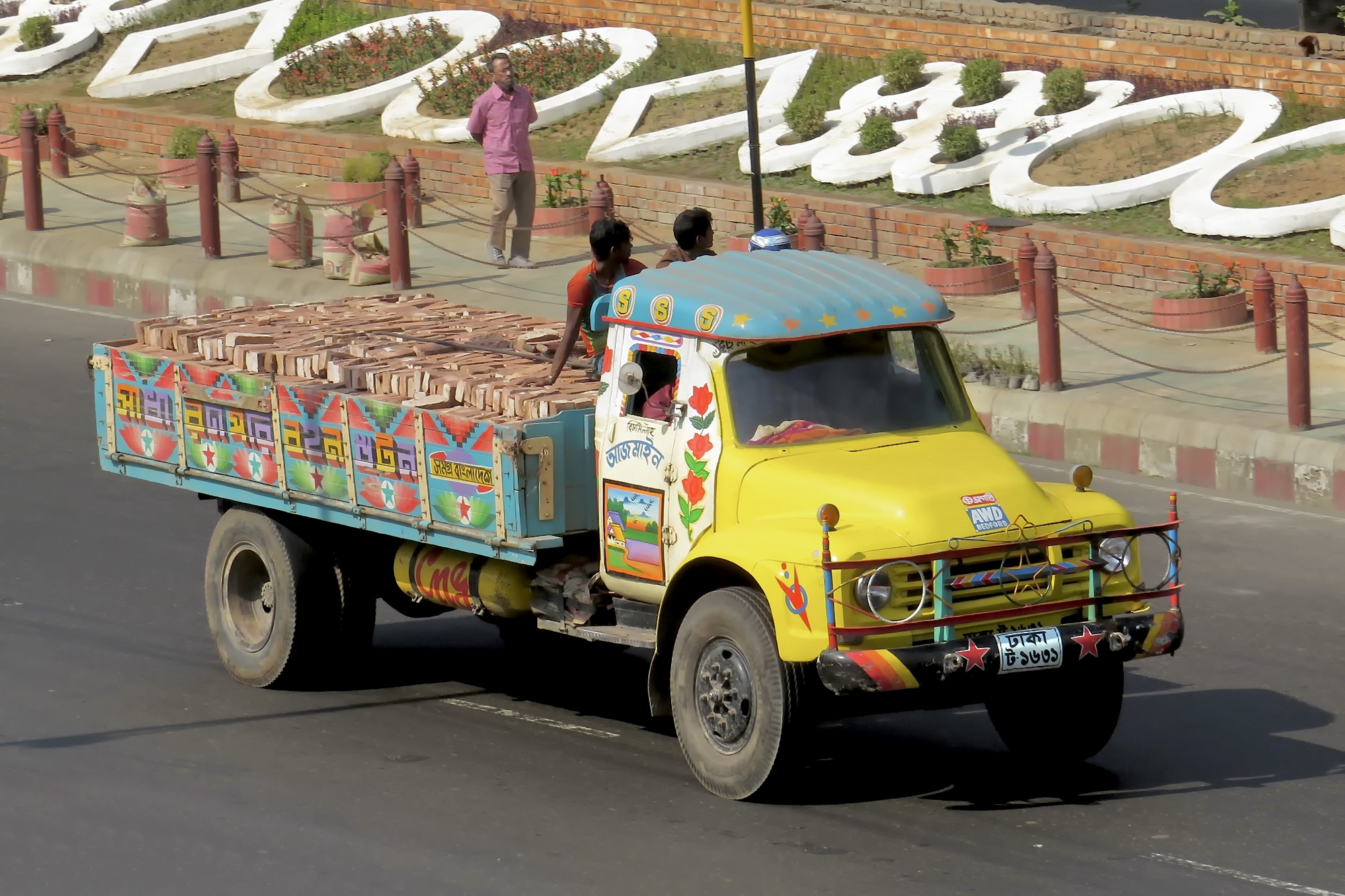
Der Bedford-TJ-Lkw wird in Pakistan immer noch verwendet. Beachtenswert ist das späte AWD-Emblem, das darauf hindeutet, dass es sich um ein AWD / Marshall-Modell handelt.

1986 meldete Bedford Insolvenz an. Beide Werke wurden geschlossen und die Fahrzeugproduktion eingestellt. Nach einigen Monaten wurde das Werk in Dunstable von dem Unternehmer David JB Brown gekauft, der zuvor in Großbritannien ein Unternehmen für schwere Nutzfahrzeuge betrieben hatte, das umgelabelte Caterpillar-Produkte verkaufte. Das Unternehmen wurde in AWD Trucks umbenannt und nahm die Produktion der Modelle TL, MJ (Militärversion der TK-Lkw), TM und TJ unter dem AWD-Emblem wieder auf. Jährlich wurden jedoch nur etwa 190–500 Fahrzeuge produziert, und nach einem gescheiterten Regierungsabkommen über den Export von Lastwagen nach Libyen ging AWD Trucks bankrott und wurde von Marshall SPV gekauft, der die gesamte Produktion von Dunstable in eine Fabrik in Cambridge in der Nähe ihrer eigenen Fabriken verlagerte. Marshall produzierte die von Bedford stammenden Modelle in begrenzter Anzahl bis 1998. Danach zog Marshall den Namen Bedford vorübergehend zurück, nachdem nicht sicher war, wie ein solcher „archaisch assoziierter“ Name auf dem inzwischen modernen britischen Markt, der von weltweiten Marken erobert wurde, koexistieren würde. Trotzdem baute Marshall bis mindestens 2001 weiterhin Bedford-Lastwagen (einschließlich eines einmaligen Müllwagens) aus übrig gebliebenen Teilen.
Die Fabrik in Luton wurde als Joint Venture IBC Vehicles mit Isuzu reorganisiert und produzierte eine europäische Version des Isuzu MU Wizard, die als Frontera bezeichnet wurde. Dazu gesellte sich eine Reihe von Kasten- und Lieferwagen, die auf Renault-Lizenzen basierten und unter den Markennamen Vauxhall und Opel in Europa verkauft wurden.
General Motors kaufte schließlich im Jahr 1998 Isuzu aus dem Joint Venture aus und verlegte die Produktion des Geländewagens Frontera nach Ellesmere Port. 1998 wurde die Fabrik in GM Manufacturing Luton umbenannt, nach Auflösung von GM Europe in Zürich kam das Werk zu Vauxhall und diese zu Opel. Opel und Vauxhall wurden schließlich 2017 von Groupe PSA gekauft, durch deren Fusion mit FCA zu Stellantis gehört das Werk heute zu eben jener.

## Modelle

### Lieferwagen
- Bedford Rascal
- Bedford HA
- Bedford CA
- Bedford CF
Bedford Blitz
- Bedford Dormobile
- Bedford Chevanne
- Bedford KB
- Bedford Midi
- Bedford Astravan
- Bedford Astramax
- Bedford Beagle

### Lastwagen
- Bedford QL
- Bedford WLG
- Bedford TA
- Bedford TD
- Bedford TJ
- Bedford RL
- Bedford TK/MK
- Bedford OY
- Bedford OX
- Bedford TM
- Bedford MS/ML/MJ
- Green Goddess
- Bedford D-Serie
- Bedford S-Serie

## Produktionszahlen Bedford-Lkw
Produktionszahlen 1965, 1968 und 1970 bis 1977:
| Jahr               | 1965    |  | 1968   |  | 1970   | 1971    | 1972   | 1973    | 1974    | 1975   | 1976   | 1977   |
| ------------------ | ------- |  | ------ |  | ------ | ------- | ------ | ------- | ------- | ------ | ------ | ------ |
| Lkw                | 110.436 |  | 94.821 |  | 98.361 | 122.764 | 87.631 | 103.041 | 107.579 | 87.741 | 82.626 | 89.925 |
| davon Lkw über 6 t |         |  |        |  |        |         |        | 38.762  | 36.632  | 43.652 | 33.131 | 30.609 |

### Busse

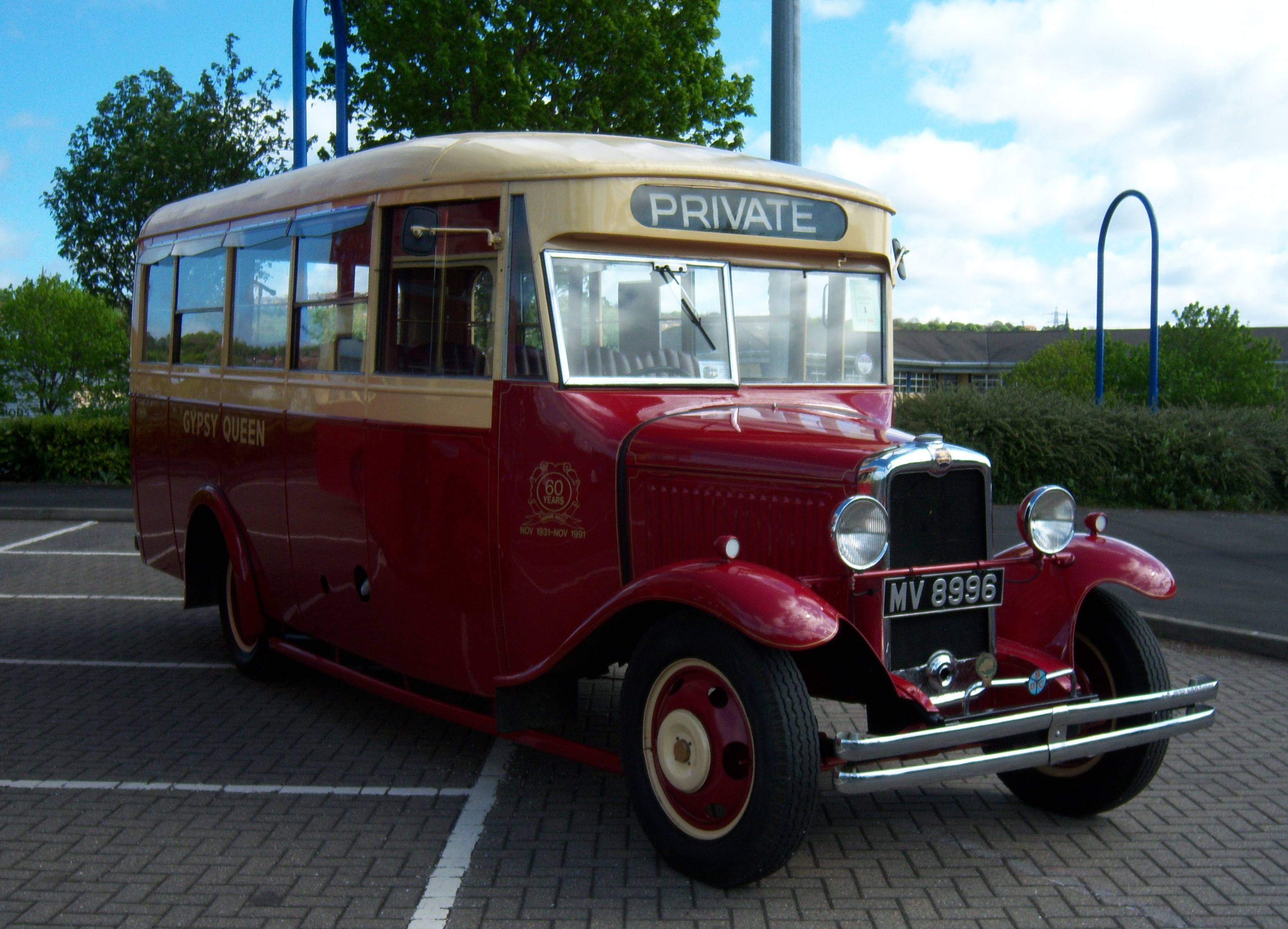
Bedford WLB, der erste von Bedford entwickelte Bustyp

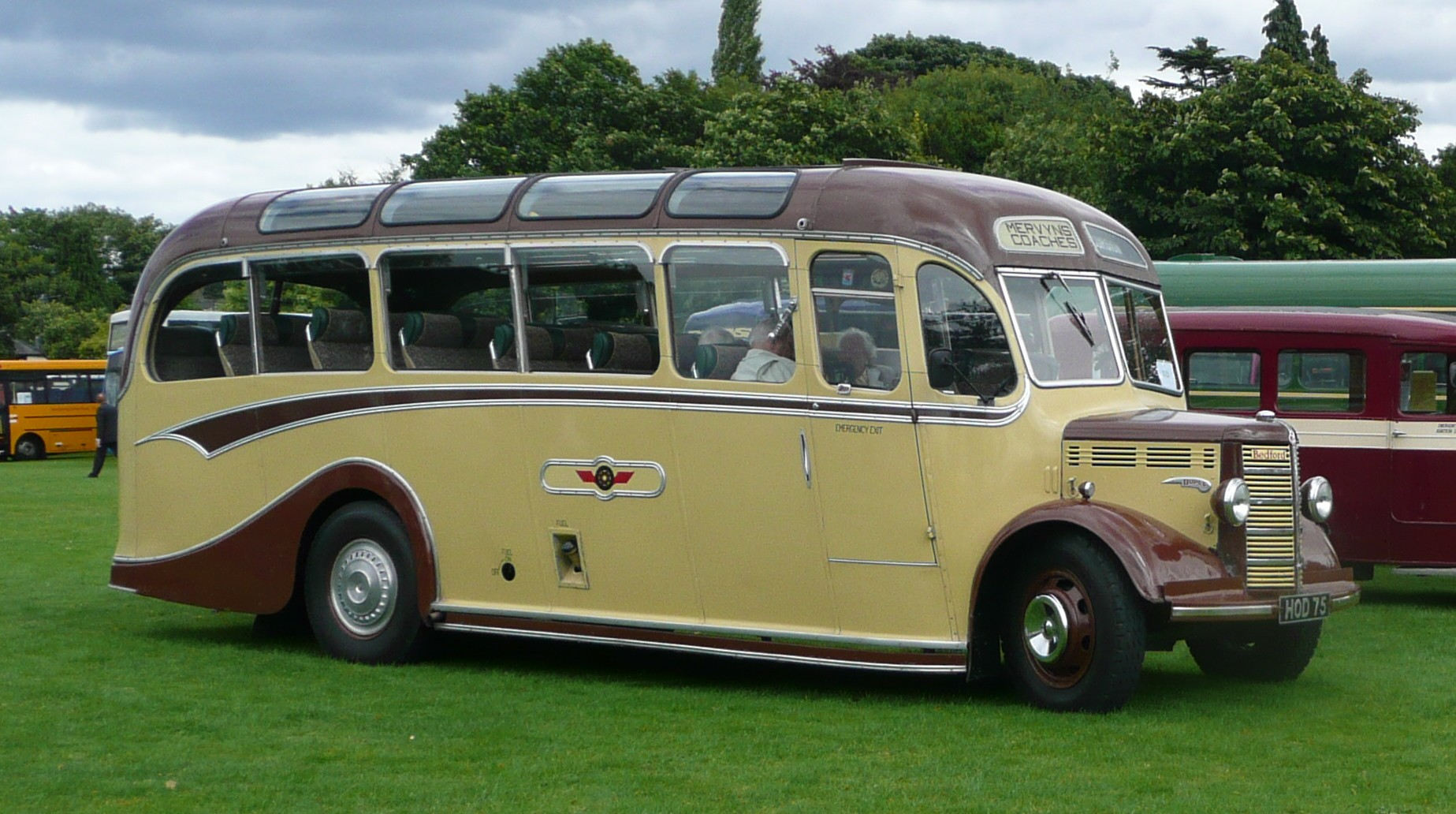
Bedford OB, der erste in großen Stückzahlen gebaute Bus von Bedford

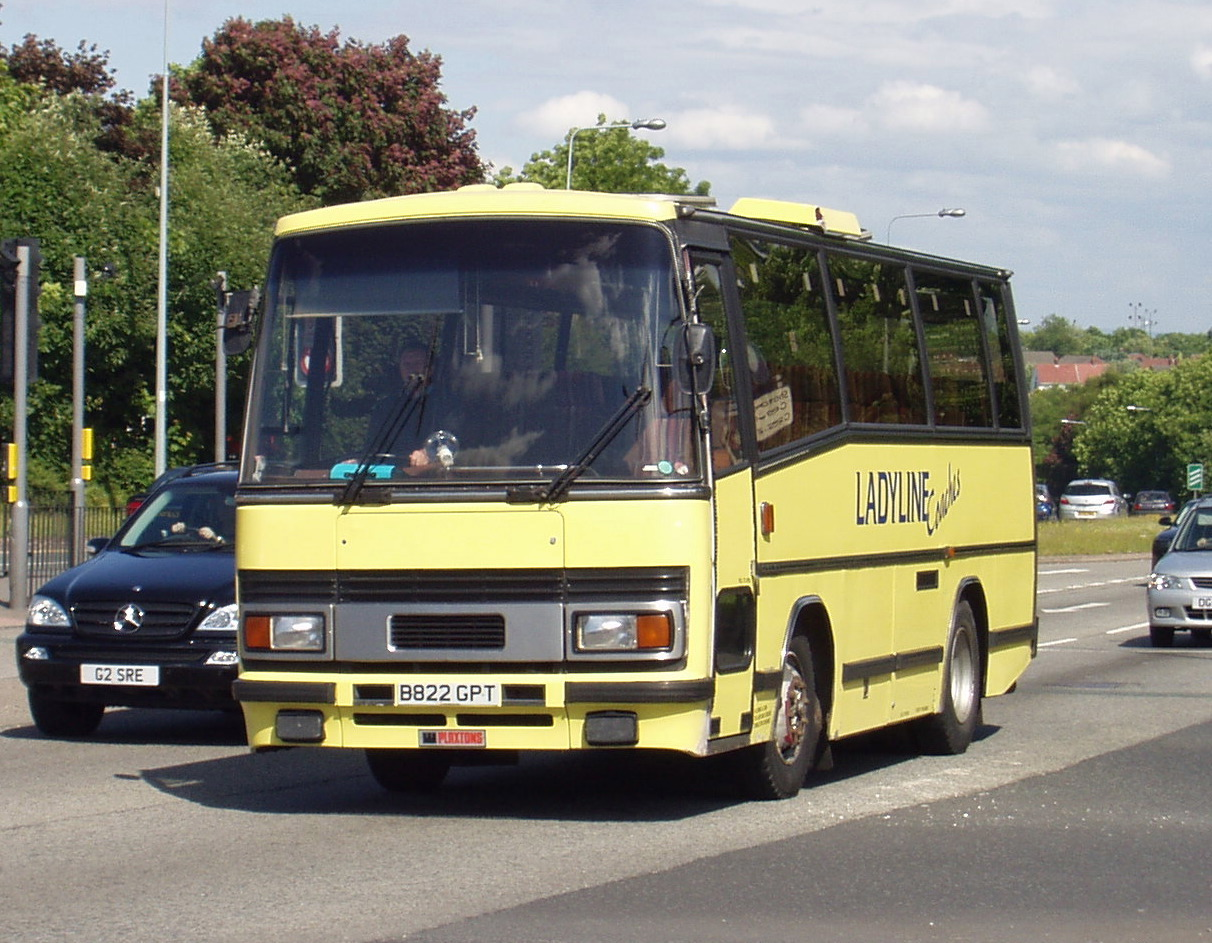
Bedford YMP mit Plaxton-Paramount-Aufbau, der letzte von Bedford in großen Stückzahlen gebaute Typ

Bedford begann mit der Produktion von Omnibussen im Jahr 1931. Dabei stellte Bedford größtenteils Chassis her, die von verschiedenen Karosseriebauunternehmen mit Aufbauten versehen wurden. Eine derartige Trennung zwischen Fahrgestell- und Aufbautenherstellern war im Vereinigten Königreich bis in die 1980er Jahre üblich. Durch sie konnten die Busse besser an die spezifischen Anforderungen der jeweiligen Betreiber angepasst werden. Einige Fahrzeuge wurden auch als fahrbare Leihbibliotheken, Kinos, Lieferwagen und für andere spezielle Aufgaben ausgerüstet. Die Aufbauten für die Chassis von Bedford wurden größtenteils von den in Hornsey ansässigen Duple Coachbuilders hergestellt. Bedford spezialisierte sich von Anfang an auf die Herstellung kleinerer und leichterer Chassis. Bedford war auch Vorreiter bei der Entwicklung von Mini- und Midibussen, auch wenn sich diese Kategorien letztendlich erst in den 1980er Jahren erfolgreich und in großen Stückzahlen am Markt etablierten.
Auf Basis des leichten Lkw Bedford WLG entstanden ab 1931 die Busse Bedford WHB und WLB mit kurzem bzw. langem Radstand. Der Lkw wiederum basierte auf einer Konstruktion von Chevrolet. Während vom kurzen WLB bis 1933 nur 102 Exemplare hergestellt wurden, wurden vom WTB bis 1935 1892 Stück gebaut. Motorisiert wurden die Busse mit einem ebenfalls von Bedford hergestellten Sechszylinder-Ottomotor mit 3,177 l Hubraum.
Der ab 1932 produzierte Bedford WS war ein leichtes Lkw-Fahrgestell (30 cwt, entspricht ungefähr 1,5 t). Einige wenige Fahrzeuge wurden mit Busaufbauten versehen. Mit dem gleichen Motor wie der WLB/WTB ausgerüstet, war die Hinterachse nur einfach bereift.
Nach dem erfolgreich etablierten WTB produzierte Bedford ab 1934 den Bedford WTL und WTB. Der Fahrersitz wurde nach vorn verlegt, um Platz für mehr Passagiere zu schaffen. Ursprünglich mit dem gleichen Motor wie der WLB ausgerüstet, kam später eine leistungsgesteigerte Version zum Einsatz. Während der WTL zunächst auf dem unveränderten Lkw-Chassis aufgebaut wurde, wurde das Fahrgestell des WTB für den Einsatz als Bus modifiziert.
Der Bedford ML, 1939 vorgestellt, war ebenfalls ein leichtes Lkw-Chassis der 2-t-Klasse. Auch hier bekamen einige wenige Fahrzeuge Busaufbauten und wurden vor allem als Schulbusse eingesetzt. Auch der ähnliche, aber etwas leichtere (30 cwt) Bedford K wurde als Basis für Busse, hier insbesondere für den Werkverkehr, genutzt. Beide Fahrgestelle waren auf der Hinterachse wie der WS nur einfach bereift.
Im Jahr 1939 stellte Bedford den Bedford OB vor. Erstmals war das Chassis speziell für einen Bus entworfen worden. Durch die Anordnung von Getriebe, Kardanwelle und Differential konnte bei dem Bus ein abgesenkter Mittelgang verwirklicht werden. Von dem Typ konnten nur 73 Stück produziert werden, bevor 1942 die Produktion auf die vereinfachte Version OWB umgestellt wurde. Nach 1945 wurde die Produktion des OB erneut aufgenommen. Bis 1951 entstanden über 16.000 Fahrzeuge, die meisten von ihnen mit dem Vista-Aufbau von Duple für 27 bis 29 Sitzplätze.
Der 1950 vorgestellte Bedford SB sollte den OB ablösen, war aber mit 33 bis 41 Sitzplätzen (je nach Ausführung) für die meisten Betreiber zu groß. Mit einem synchronisierten Fünfganggetriebe und mehreren optional angebotenen Otto- und Dieselmotoren stellte er auch technisch einen bedeutenden Entwicklungsschritt dar. Der Bus wurde, wenn auch zuletzt nur in kleineren Stückzahlen, bis zur Produktionseinstellung bei Bedford 1987 gebaut, ab 1955 mit einem verlängerten Radstand. Das Chassis war das erste Fahrgestell von Bedford, das für einen Frontlenkeraufbau konzipiert war.
Um einen Nachfolger für den erfolgreichen OB anzubieten und die Lücke zum größeren SB zu schließen, baute Bedford von 1957 bis 1961 den Bedford C, der für Aufbauten mit 29/30 Sitzplätzen vorgesehen war. Für den Typ waren verschiedene Motorvarianten lieferbar.
Von 1958 bis 1976 produzierte Bedford den J2, ein leichtes Chassis für Busse mit 20 Sitzplätzen. Ausgerüstet wurden die Busse entweder mit einem Sechszylinder-Otto- oder einem Vierzylinder-Dieselmotor. Dieser Typ kann als einer der ersten Midibusse angesehen werden, auch wenn diese Kategorisierung damals noch nicht üblich war.
Wegen der zwischen den Achsen liegenden Eingangstür war der SB für den in den 1960er Jahren etablierten Einmannbetrieb ohne Schaffner nur bedingt geeignet. Mit der VA-Serie stellte Bedford ein modernes Chassis vor, bei dem die Eingangstür im vorderen Überhang platziert war. Der Motor war jedoch nach wie vor stehend vorn auf dem Rahmen angeordnet. Zunächst erschien 1961 die kurze Ausführung Bedford VAS, die bei vielen Betreibern endlich den OB ablöste, 1962 die lange Ausführung Bedford VAL; und 1965 folgte die mittelgroße Ausführung Bedford VAM. Der Bedford VAL fällt besonders durch die doppelte, lenkbare Vorderachse auf – ein Konzept, das Leyland bereits 1932 mit dem Leyland Gnu verwirklicht hatte.
Während alle bis zu diesem Zeitpunkt von Bedford gebauten Chassis klassische Konstruktionen mit Leiterrahmen und vorn angeordnetem Motor waren, entwickelte Bedford mit der Y-Serie 1970 erstmals ein Chassis mit einem unterflur zwischen den Achsen angeordneten Motor. Der Bus wurde mit verschiedenen Motoren, darunter auch Motoren mit Abgasturbolader und Längen zwischen 8½ und 12 Meter hergestellt, die zulässige Gesamtmasse lag dabei zwischen 11.400 und 14.500 kg.
Auf Basis des Bedford CF entstanden zwischen 1979 und 1982 rund 234 Minibusse Bedford CFL mit 17 Sitzplätzen; die Aufbauten kamen von Reeve Burgess. Bekannter wurde jedoch der in einer Stückzahl von nur 34 Exemplaren gebaute Mini Supreme von Plaxton.
Ebenfalls 1979 entwickelte Bedford den Bedford JJL, der jedoch nur viermal gebaut wurde. Der Midibus mit 24 Sitzplätzen kam offensichtlich zu früh; erst rund zehn Jahre später konnte sich diese Kategorie erfolgreich am Markt durchsetzen.
Nach dem Transport Act 1980 brach im Vereinigten Königreich der Markt für kleinere und leichte Busse fast vollständig zusammen, was zu den wirtschaftlichen Schwierigkeiten des Unternehmens und letztendlich zur Produktionseinstellung 1986 beitrug.

## Galerie
Busse

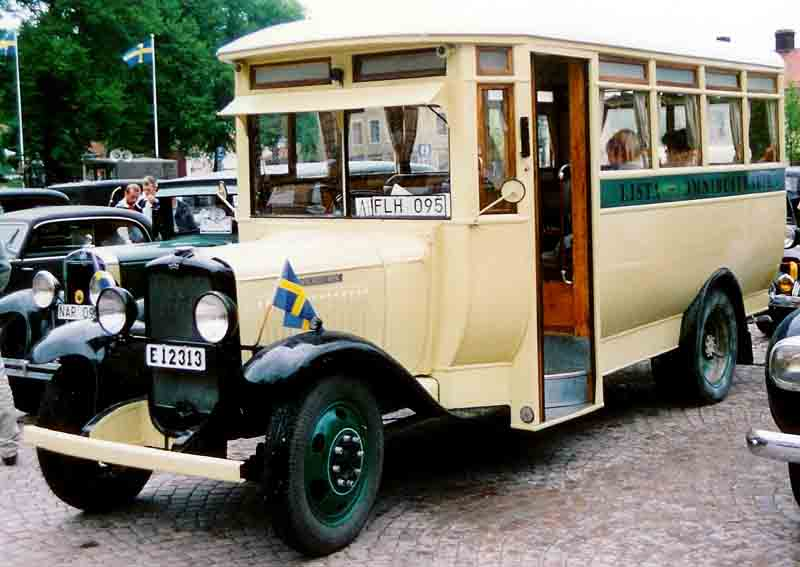
Bedford WLB, Baujahr 1932
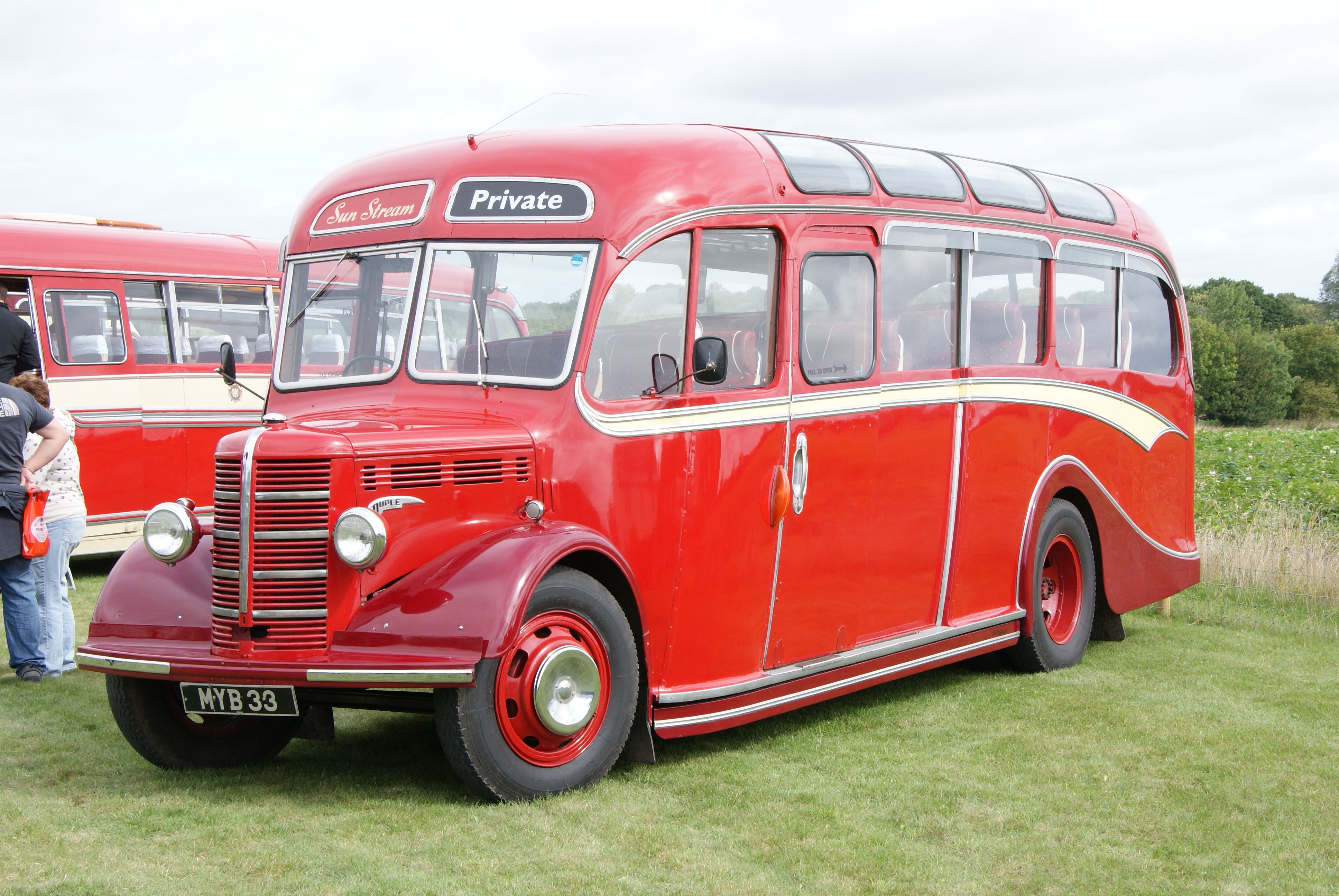
Bedford OB, Baujahr 1950 mit Vista-Aufbau von Duple
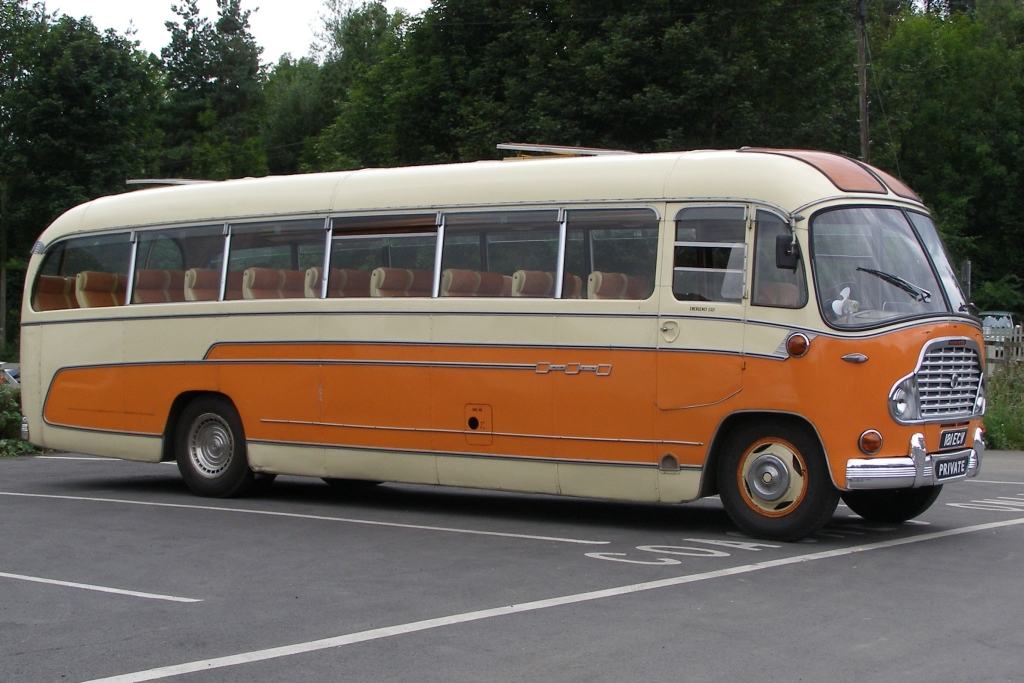
Bedford SB, Baujahr 1959, mit Aufbau von Duple
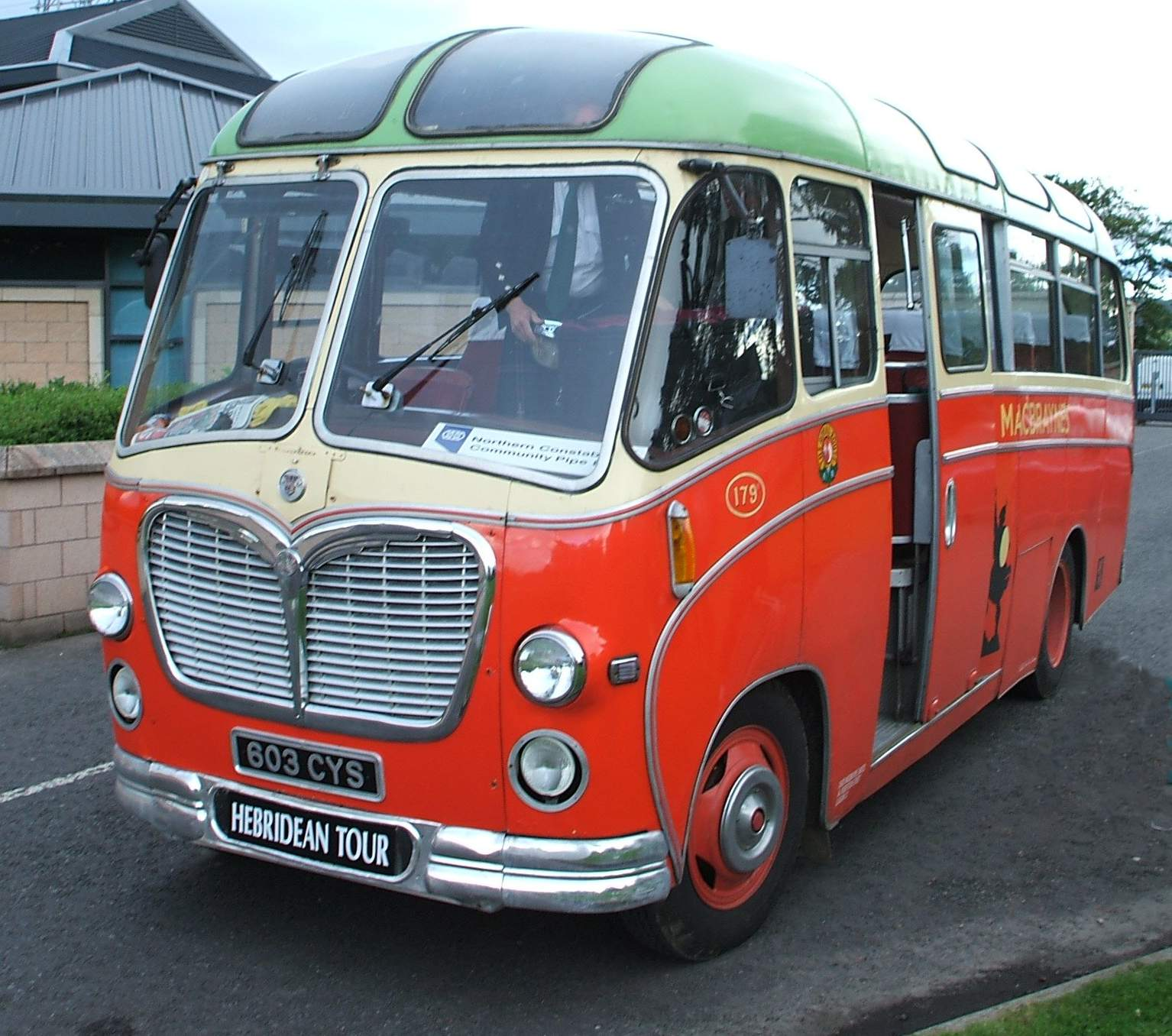
Bedford C, Baujahr 1961, mit Aufbau von Duple
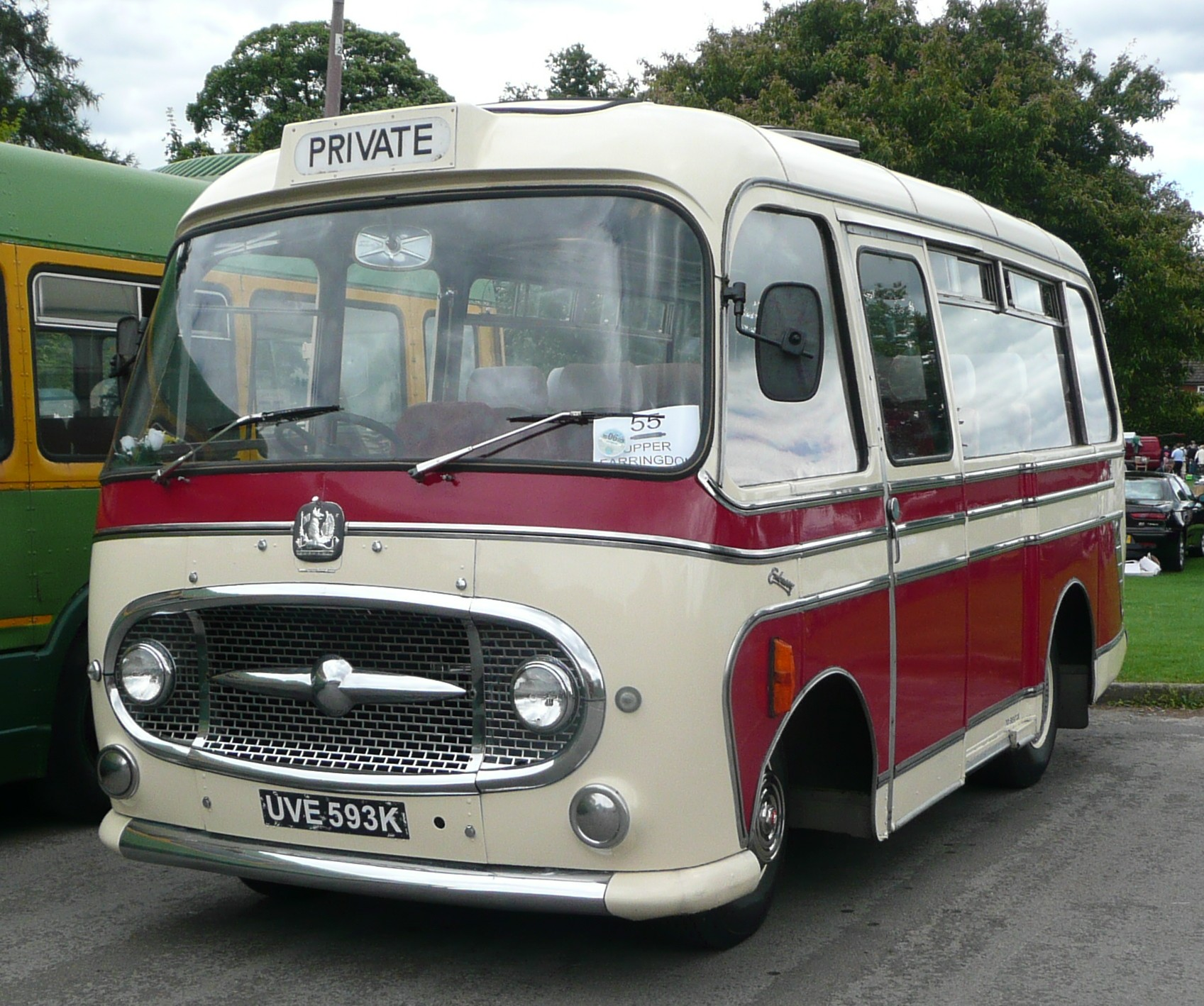
Bedford J mit Aufbau von Plaxton
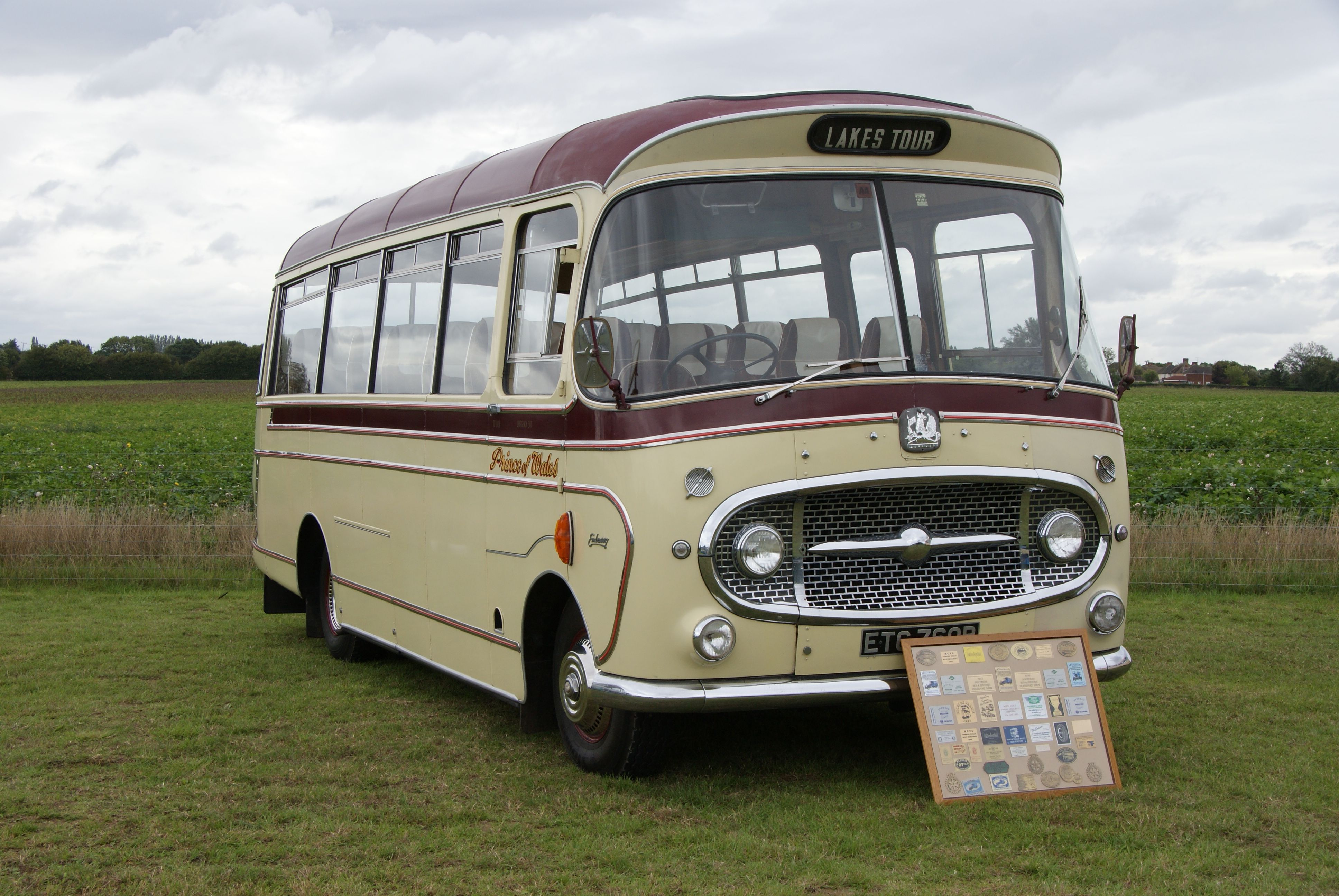
Bedford VAS mit Embassy-Aufbau von Plaxton
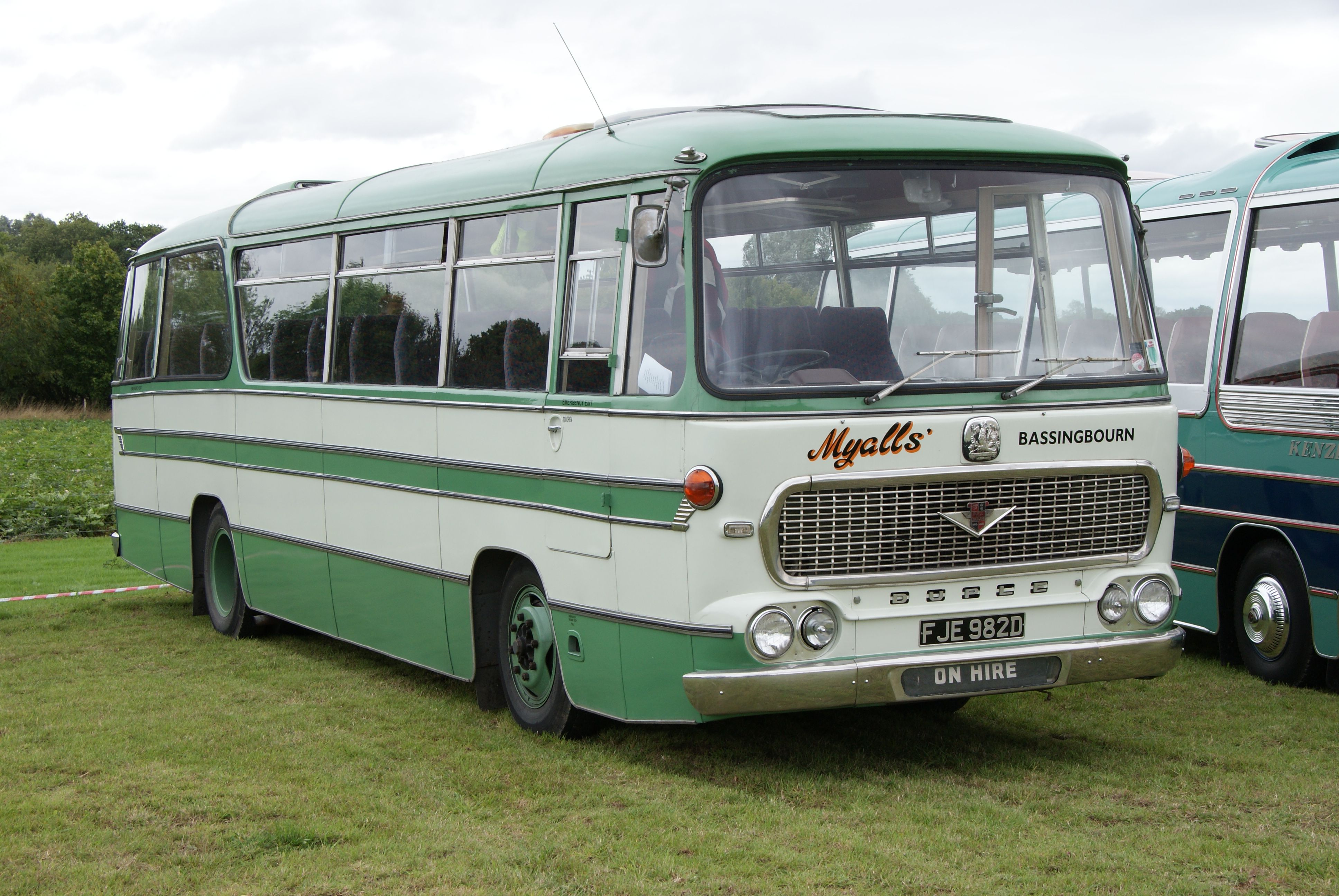
Bedford VAM mit Venture-Aufbau von Duple
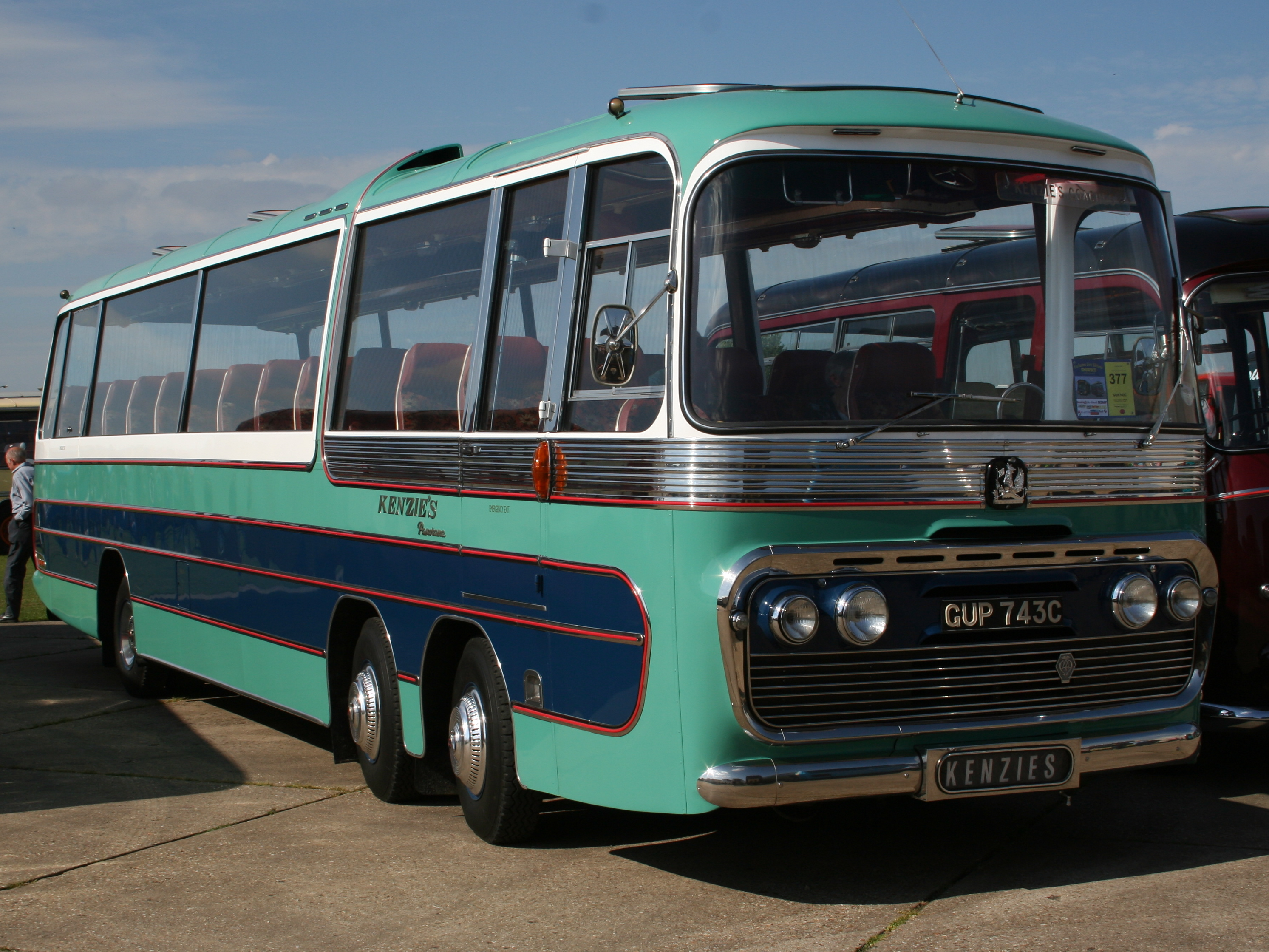
Bedford VAL, Baujahr 1965, mit Reisebus-Aufbau von Plaxton
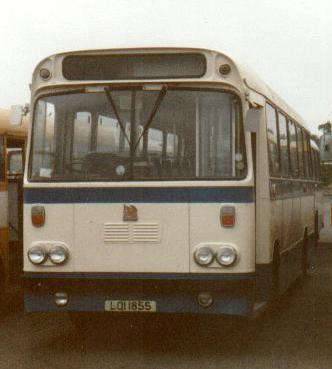
Bedford YLQ, Baujahr 1977, mit Aufbau von Alexander, eingesetzt bei Ulsterbus
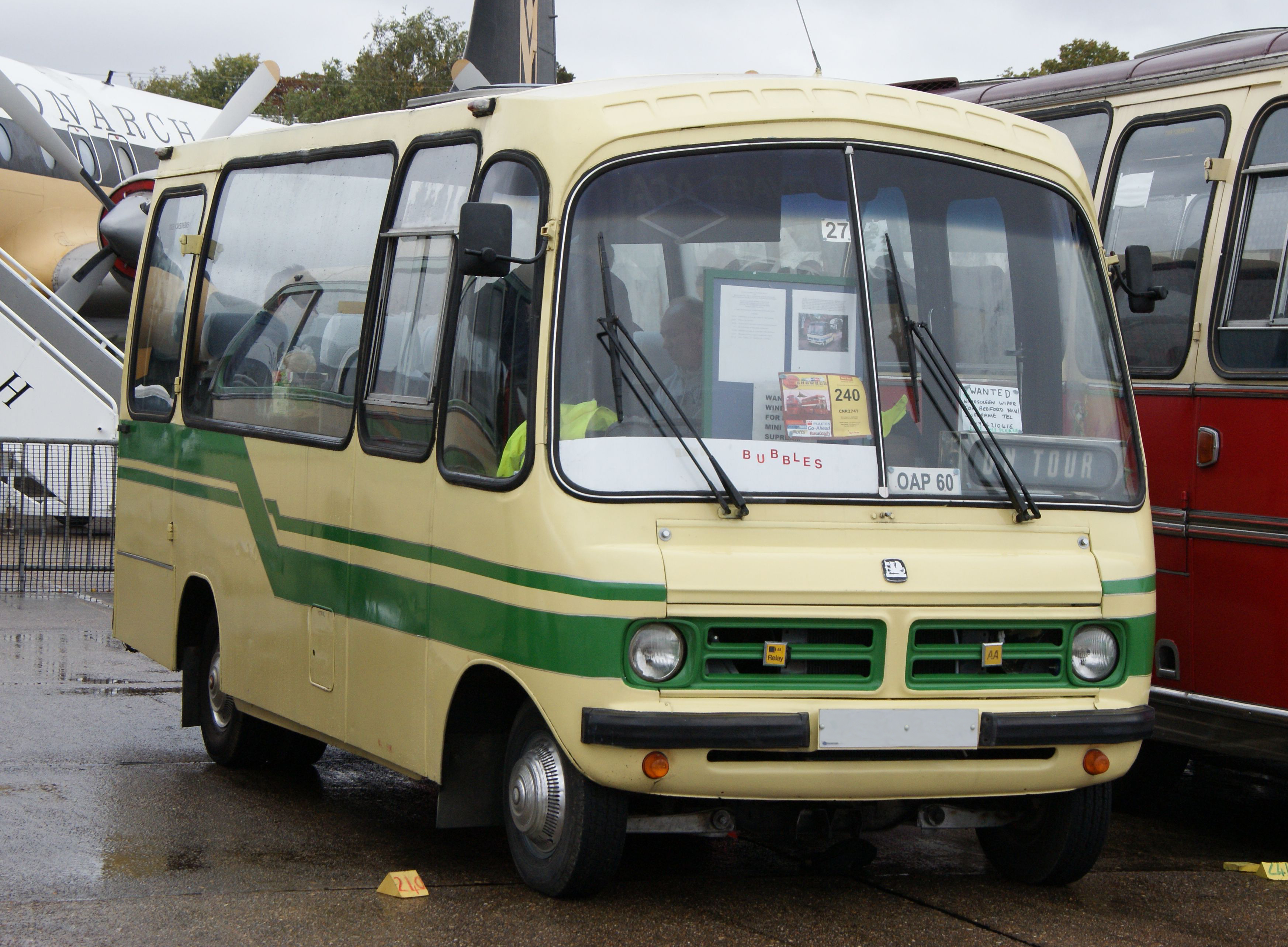
Bedford CFL mit Mini-Supreme-Aufbau von Plaxton
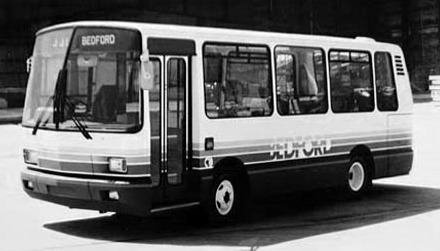
Bedford JJL, in vier Exemplaren gebauter Midibus

Kleintransporter

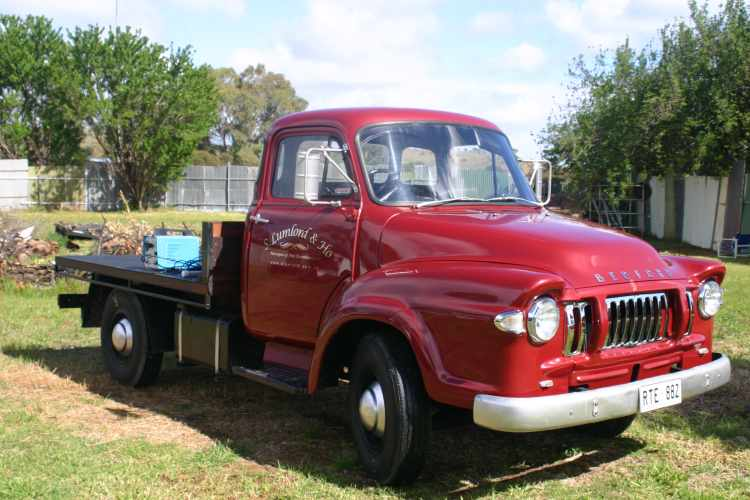
Bedford TJ J1, Baujahr 1967
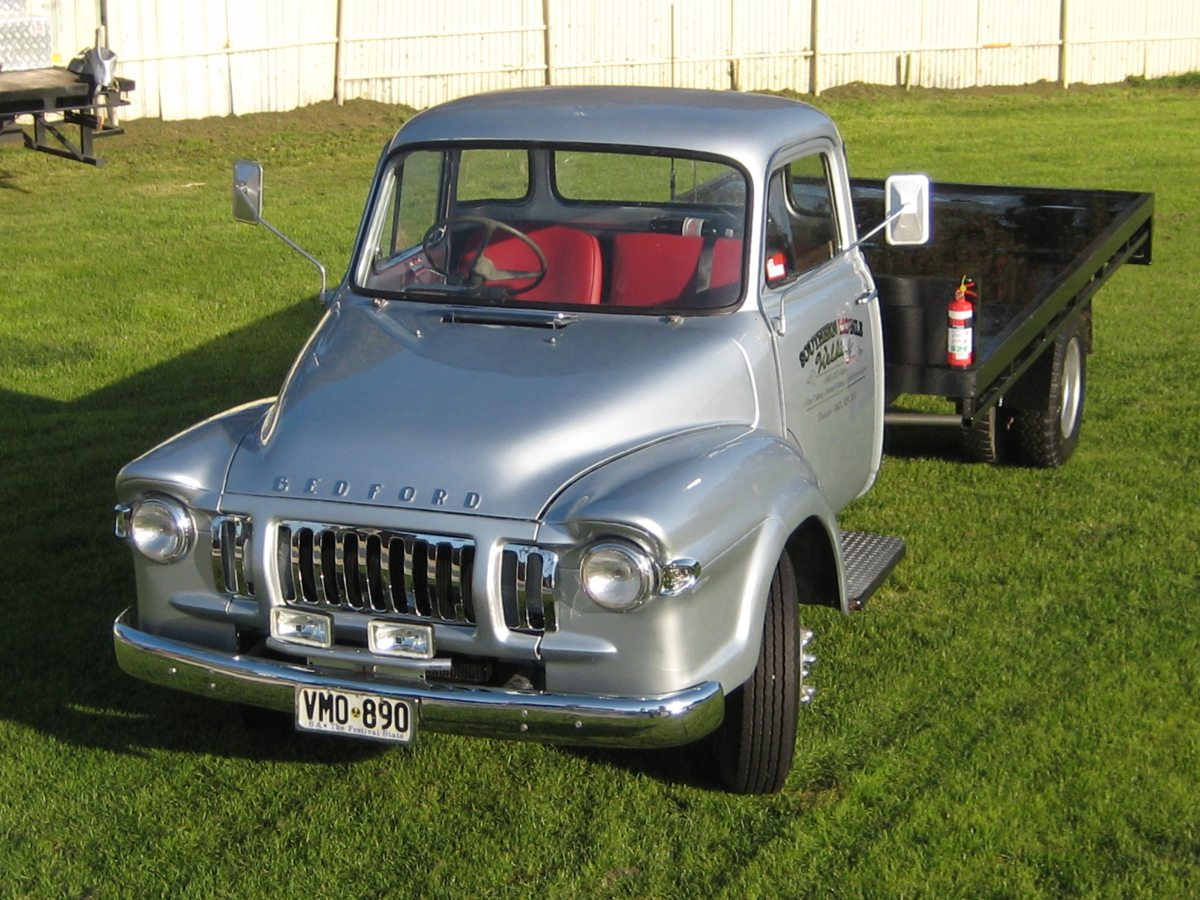
Bedford TJ J3
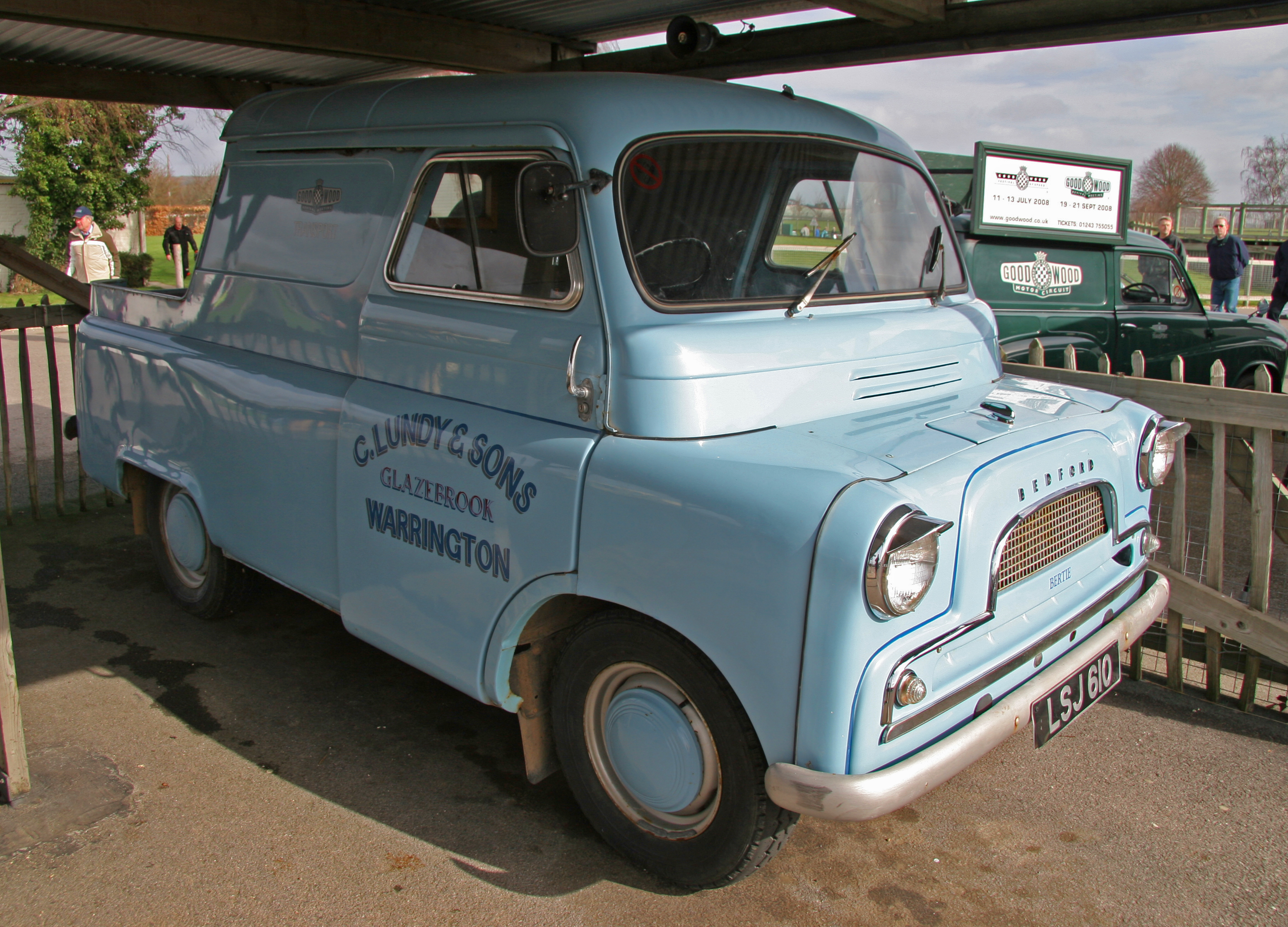
Bedford CA
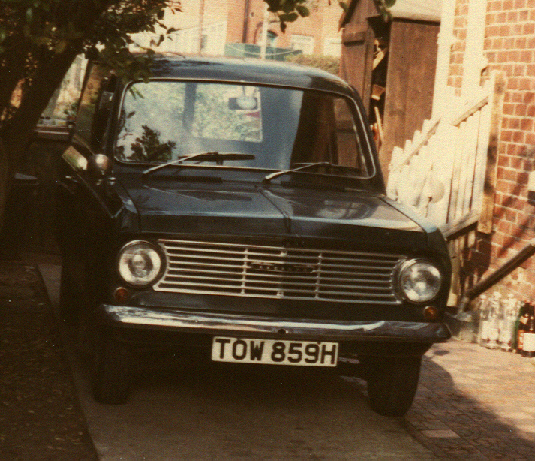
Bedford HA, Lieferwagen (englisch: Van), Baujahr 1970
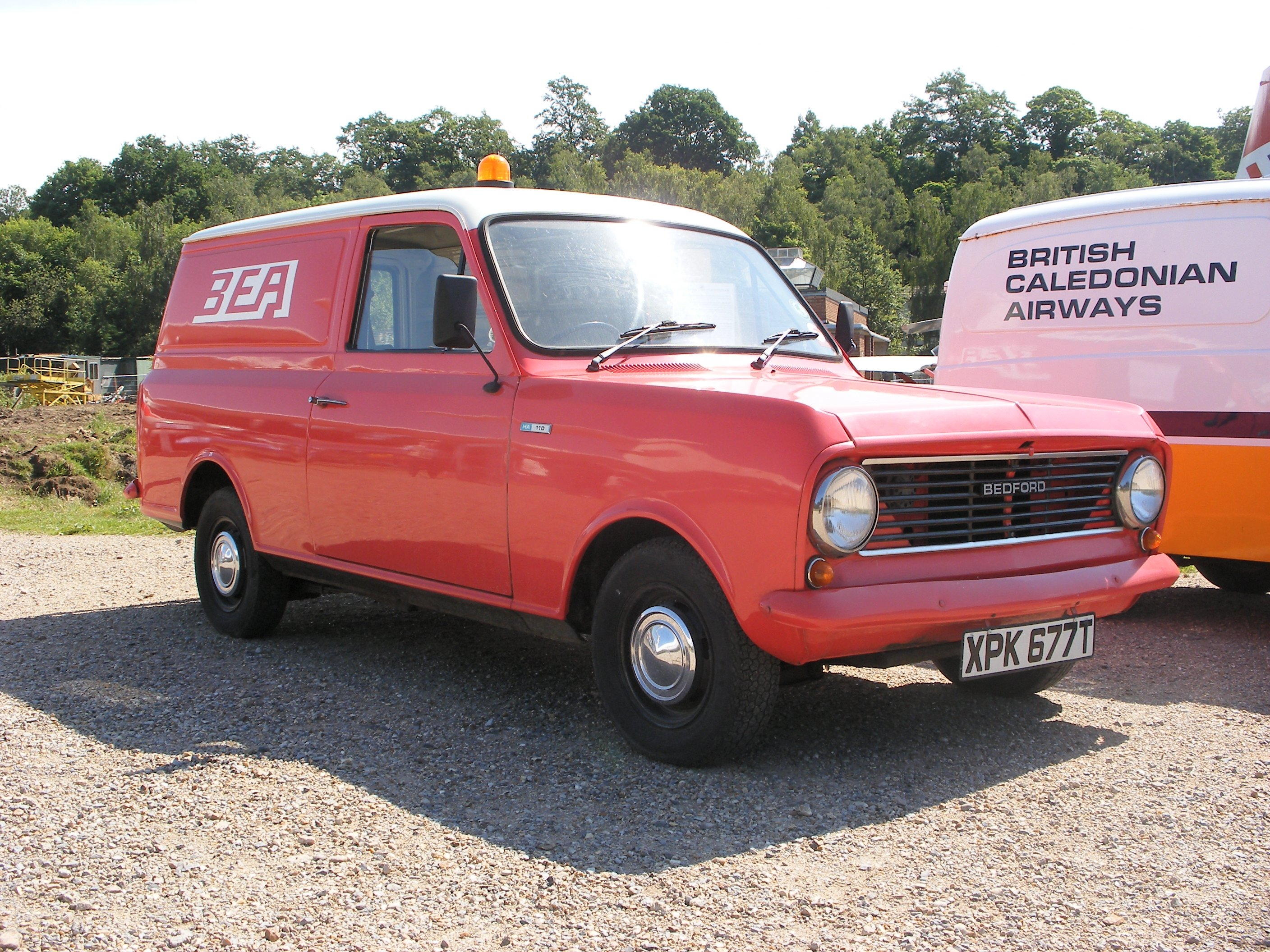
Bedford HA Van, Baujahr 1978
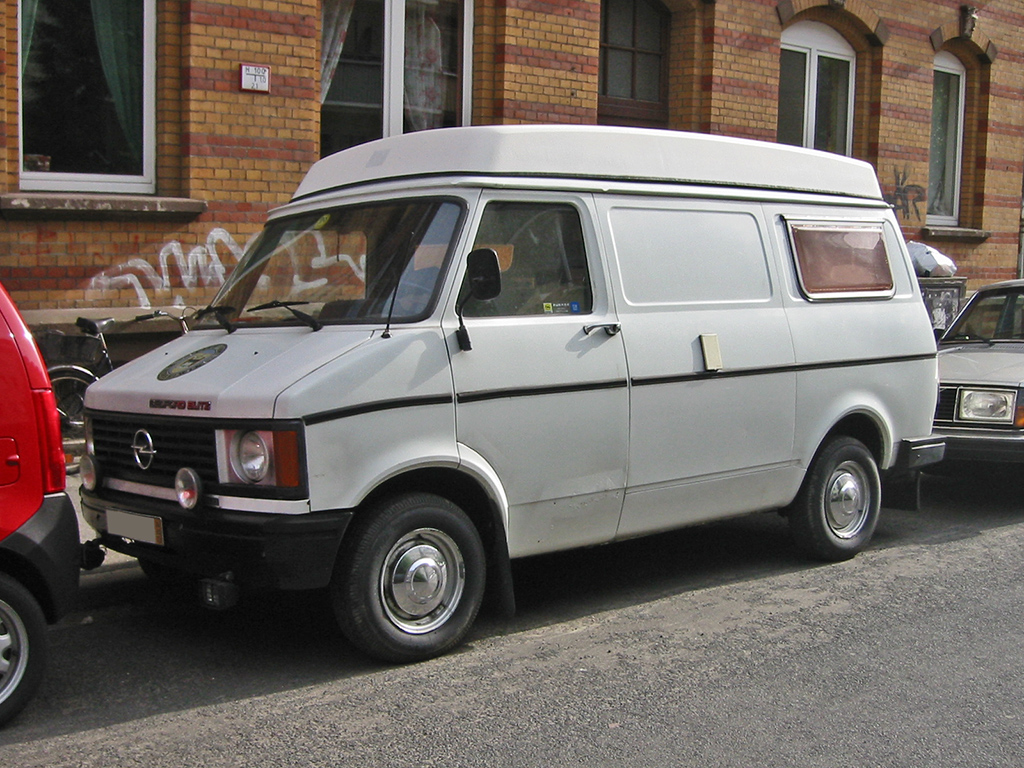
Bedford CF, in Deutschland als Bedford Blitz vertrieben
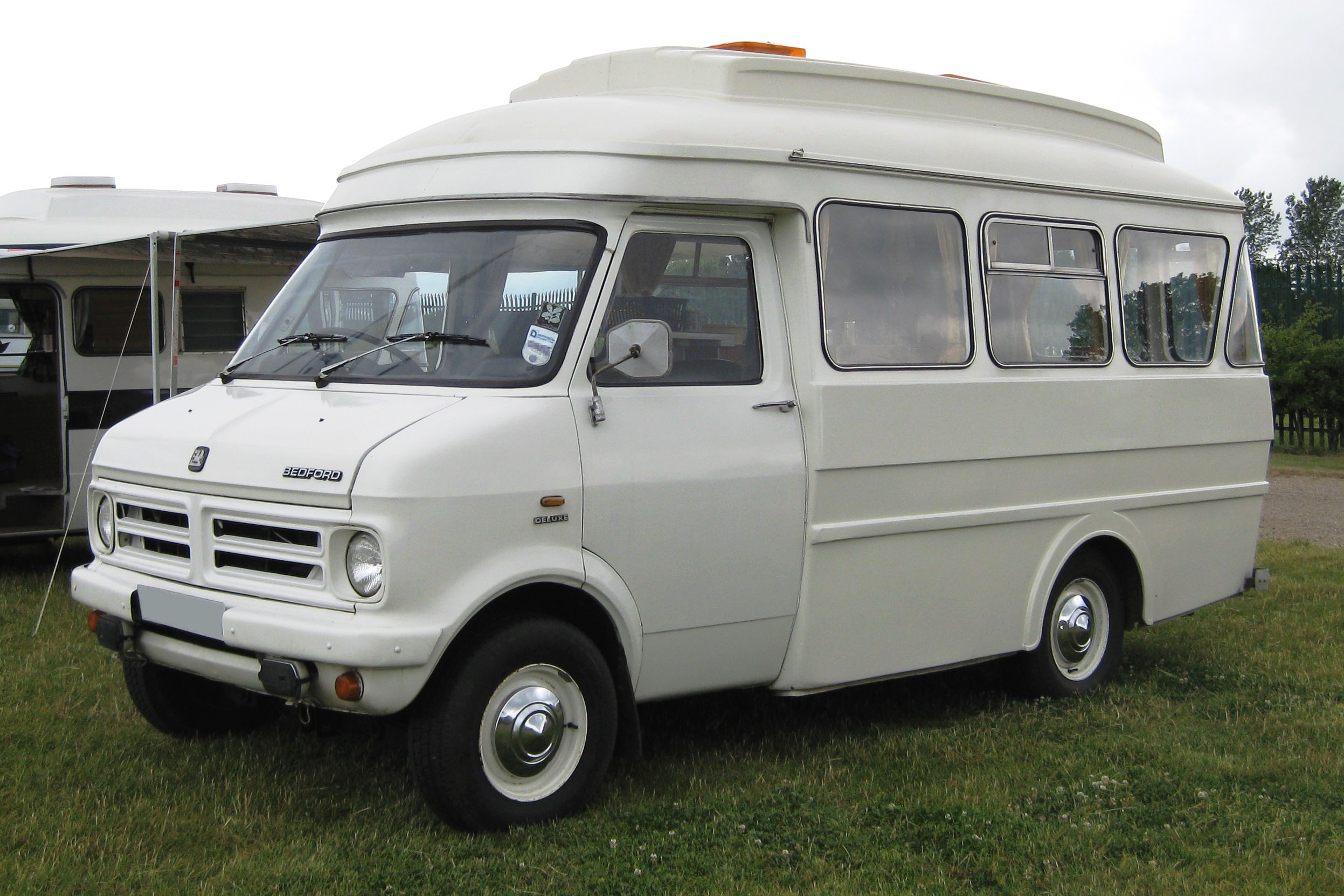
Bedford CF Dormobile

Nutzkraftwagen

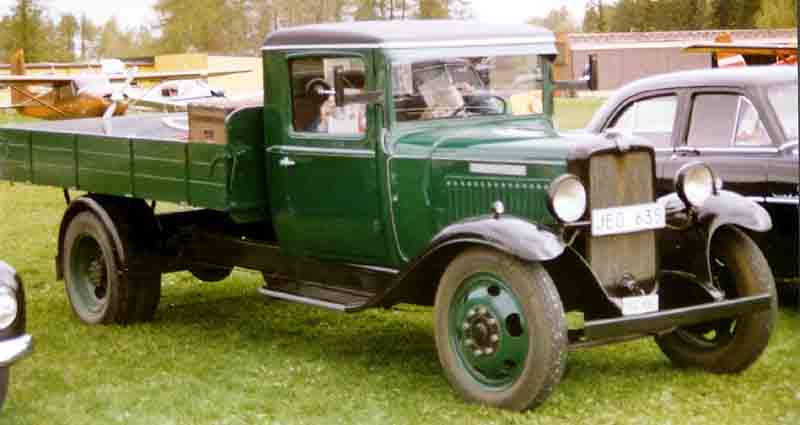
Bedford WLG, Baujahr 1932
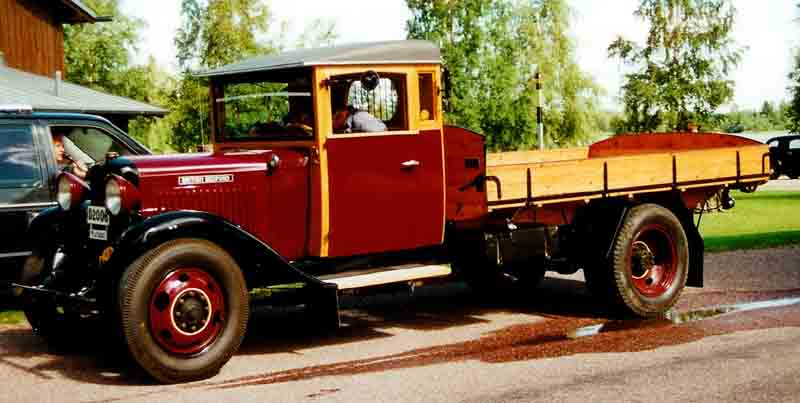
Bedford WLG, Baujahr 1933
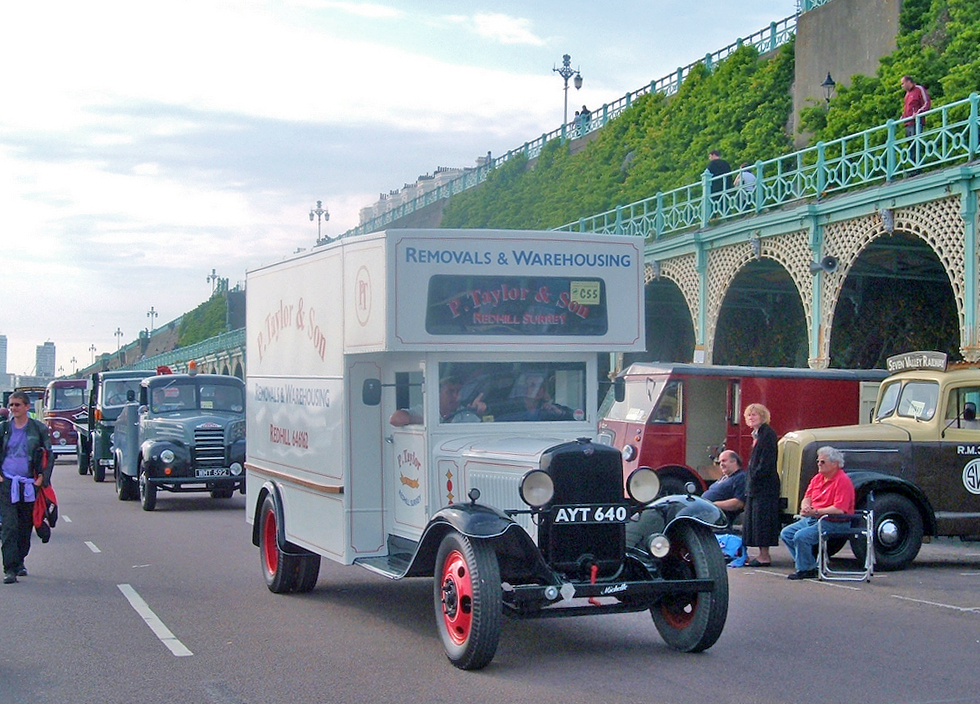
Bedford WLG, Baujahr 1933, mit Van-Aufbau von Luton
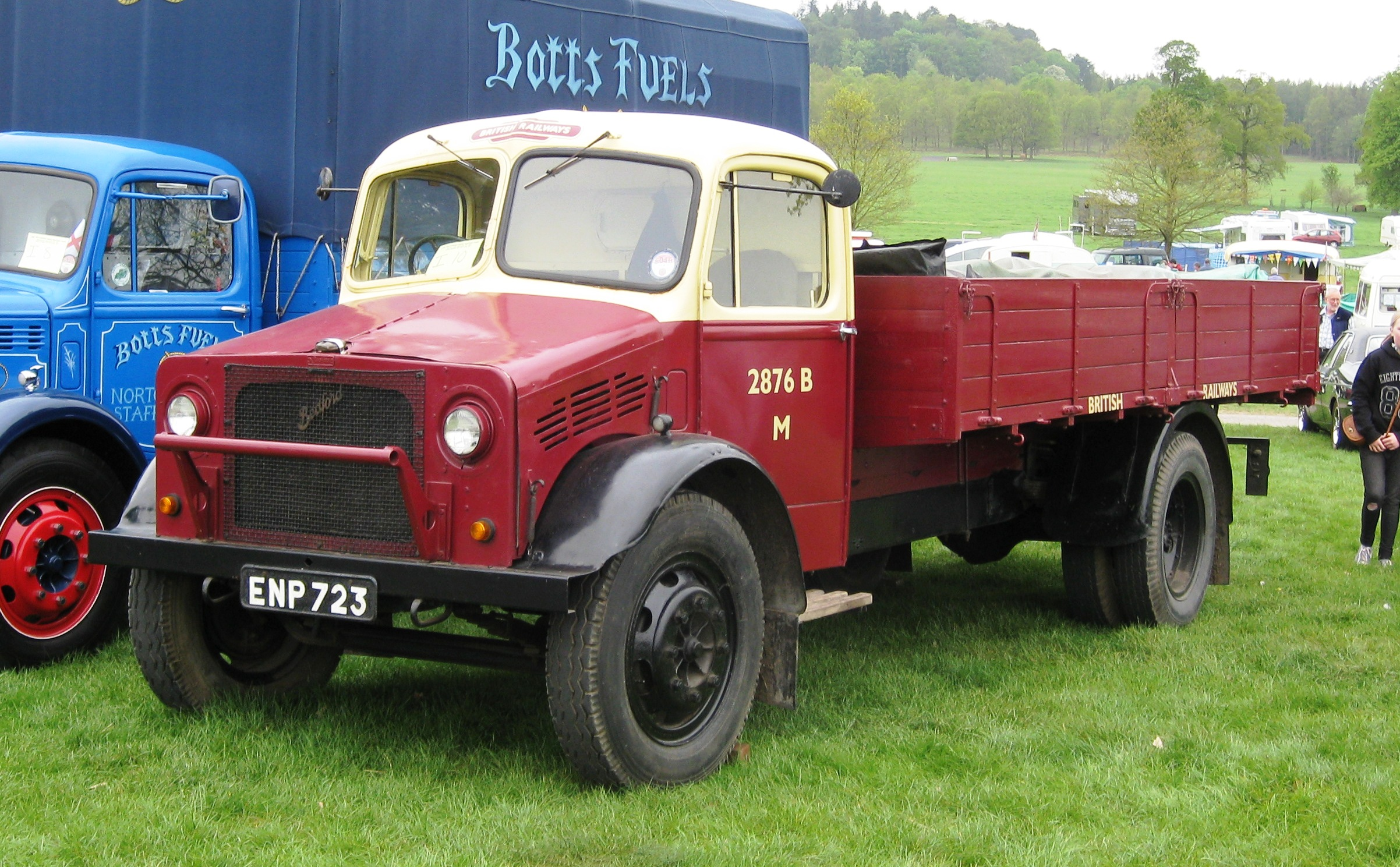
Bedford OY-series, Baujahr 1945
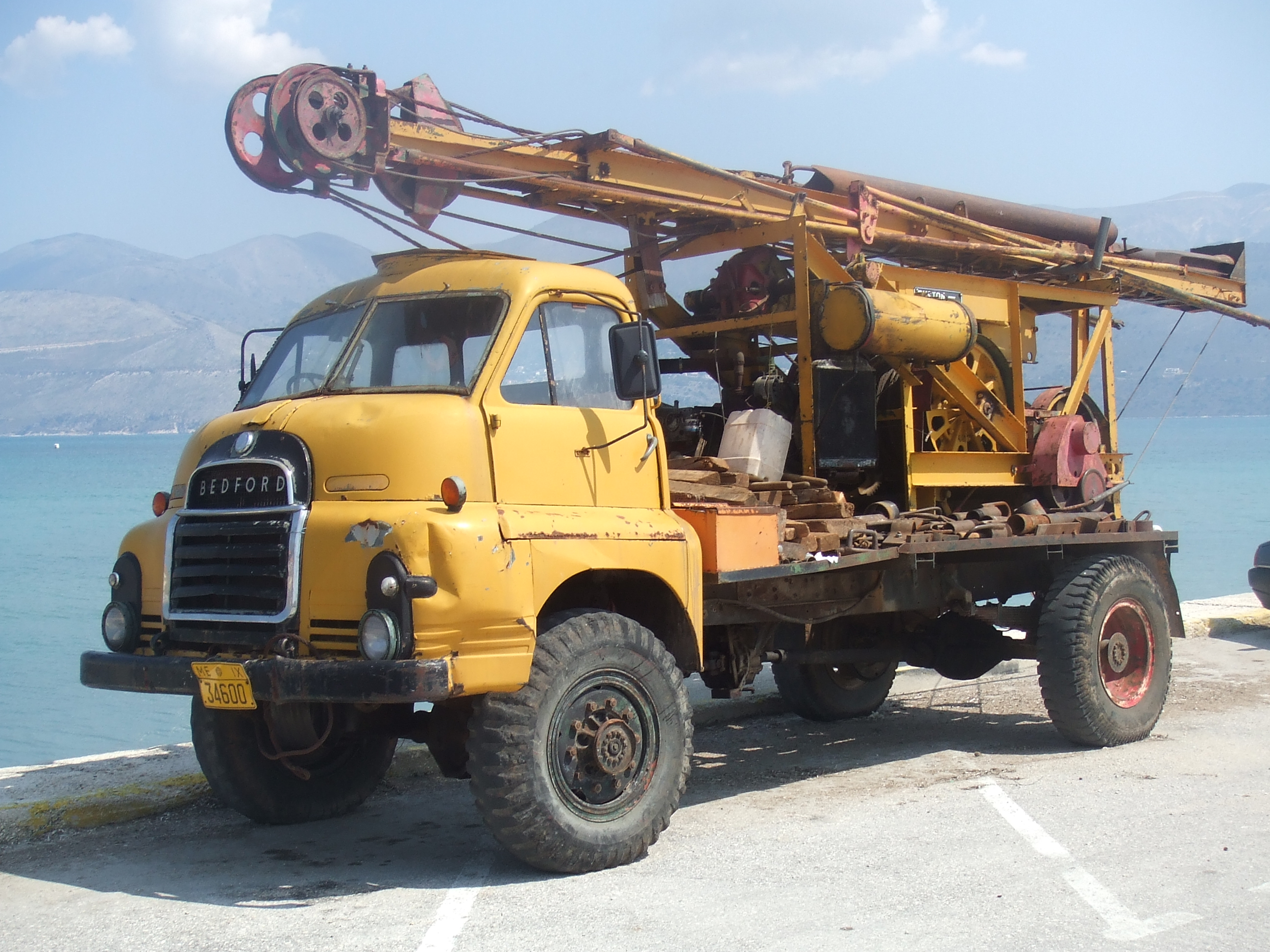
Bedford 4 WD mit Spezialaufbau (Erdbohrer) von Ruston-Bucyrus
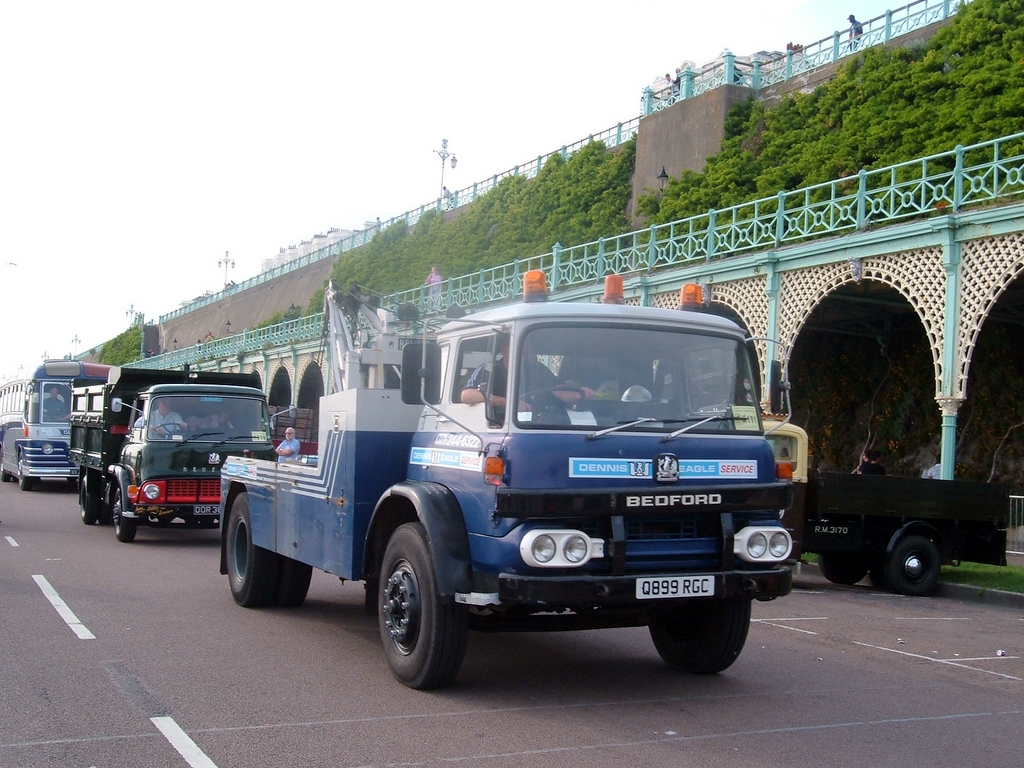
Bedford KM Abschleppwagen, Baujahr 1974